# Voyages de Louis XI

La France en 1477

Cet article expose les itinéraires du roi Louis XI de 1461 à 1483.

## Préambule
Avant d'être roi, alors qu'il n'était que dauphin, Louis fut envoyé dans son apanage du Dauphiné par son père Charles VII, qui souhaitait l'éloigner de lui. Il y exerça un pouvoir effectif et gouverna cette province à la façon d'un chef d'État. Un archiviste et historien local du XIXe siècle, Emmanuel Pilot de Thorey, rassembla et tria toutes les archives s'y rapportant afin de les annoter et de les publier sous le titre de Catalogue des actes du dauphin Louis II devenu le roi de France Louis XI relatifs à l'administration du Dauphiné. À la fin de cet ouvrage, un chapitre intitulé Itinéraire du dauphin Louis II (1435-1461) répertorie tous ses déplacements durant cette période.

## Introduction
Louis XI se déplaçait beaucoup dans le royaume de France, à tel point que durant son règne ses séjours prolongés au même endroit ont été  exceptionnels. Les seules portions du territoire français moderne qu'il n'a pas parcourues ont été la Bretagne, indépendante à cette époque, ainsi que la Provence d'Anjou. Ces voyages obéissaient à trois motifs principaux : comme les rois à la Renaissance, et avant que Nicolas Machiavel n'écrive Le Prince, il savait que pour « régner mieux », le souverain doit se présenter au peuple. Ensuite, il lui fallut effectuer plusieurs campagnes militaires. Enfin, même lors des guerres, il n'hésitait pas à partir en pèlerinage.
De plus, ce roi dictait un grand nombre de lettres afin que ses ordonnances soient précisées. Si l'on suppose qu'elles furent quasiment perdues, il existe encore plus de 2 100 lettres conservées et publiées il y a cent ans, par Jeseph Vaesen et Étienne Charavay, grâce auxquelles nous pouvons connaître précisément ses itinéraires, alors son art exceptionnel de géopolitique.
Cet Itinéraire imprimé par la Société de l'Histoire de France parut en 1909. De nos jours, ces itinéraires sont plus florissants, notamment grâce aux dernières études de Jean Favier et de Jacques Heers, inspirées par la biographie de Paul Murray Kendall (1974). En présentant un des plus grands hommes d'État français, elle devint le livre de chevet de François Mitterrand et de Valéry Giscard d'Estaing. Cet historien retrouva des documents diplomatiques italiens, notamment ceux des ambassadeurs milanais en France.
Mais, pourquoi faut-il connaître ces parcours ? Parce que c'est lui qui forma l'Hexagone, en annexant 120 000 km2 de territoires. De plus, il laissa au dauphin Charles en 1483, une France prospère, une France qui eut achevé la reconstruction si largement amorcée sous Charles VII, en neutralisant trois gros dangers : les Bourguignons, les Anglais et les grands vassaux. Afin de comprendre sa politique, il faut « lire » ses itinéraires avec la carte de France.

### Comment rétablirent-ils les itinéraires?
Si les lettres de Louis XI négligent des années, il existe un certain nombre d'exceptions : « Donne a Senlis, le deuxiesme jour de may M CCCC LXX IIII. » (Orig. Bibliothèque nationale de France, Fr. 2908, fol.9 ; Josephe Vaesen et Étienne Charavay, Lettres de Louis XI, tome V p. 243, Librairie Renouard et Libraire de la Société de l'Histoire de France, Paris 1895) ; Datum Bituris (Bourges), die XIIII° mensis januarii, anno ab rexurrectione domini MCCCCLXVI (Archives de Florence, classe X, reg. no 3, fol.154 ; tome III p. 130).
Un grand nombre de lettres au parlement de Paris, qui sont actuellement conservées dans les Archives nationales, furent précisément datées leur réception, sauf leurs copies : « Donne a Selommes, le VIe jour de mars. A noz amez et feaulx conseillers les gens tenans nostre court de Parlement. Recepte ix marcii M° CCCC° LXXVII° (avant Pâques) » (Archives nationales X 1A 9317, fol.79 ; tome VI p. 339). De même, plusieurs archives conservent les lettres du roi avec cette précision : « Donne a l'abbaye Nostre Dame de la Victoire, le Modèle:IIIIe jour de septembre. A noz chiers et bien amez les bourgoys, manans et habitans de nostre ville et cite de Lyon. Receuez le jeudi XIIe d'octobre mil IIIIc LXXV. » (Archives de Lyon, AA23, no 25 ; tome VI p. 21). Les lettres patentes de Louis XI, quant à elles, furent en général bien datées,.
Dès Pâques 1472, le roi dictait généralement ses lettres du Plessis-du-Parc-lèz-Tours au lieu du nom de Montilz-lèz-Tours, après avoir parachevé les travaux. Toutefois, il existe une lettre dictée auparavant : « l'annee derreniere passee, a nostre threzorier du Daulphine, offrir par chascun mercredi, en ladicte eglize…… Donne au Plessis du Parc lez Tours, le XXVIe jour de mars. A noz chers et bien amez les doyen et chapitre de l'église de Nostre Dame d'Ambrun. » La date fut précisée par un justificatif : « Nous, chanoines et chapitre de l'eglise d'Ambrun, certifions avoir receu d'Antoine Danneseau, escuier ordinaire de l'esquierie du roy, nostre sire, trente ung escus d'or pour une oblacion en ladicte eglise……, le samedy XXVIIe jour d'avril, l'an de grace MCCCCLXXI. » (Bibliothèque de Lyon, publié par A. Fabre en 1860, Recherches historiques sur le pèlerinage des rois de France à Notre-Dame d'Embrun p. 137-139). Aussi est-il certain qu'elle fut expédiée en 1472 avant Pâques, et non en 1473. C'est la raison pour laquelle l'équipe de Vaesen fallut consulter les documents sans cesser, pendant plus de 30 ans.
Pour fixer les années, les signatures des secrétaires du roi étaient considérablement utiles, car, selon Jean Favier, « beaucoup ne font au secrétariat qu'un séjour de trois ou quatre ans ». Il présente sa liste en détail, dans son Louis XI (p. 267-268). Par exemple, Jean Charpentier, de 1479 à 1483.

## 1461

### Sacre du roiLouisXI
- juillet - octobre : aussitôt renseigné sur la mort de Charles VII de France, son père, Louis XI partit de Genappe, en terminant son exil, afin d'être sacré à Reims. En effet, si la reine Marie d'Anjou lui avait écrit qu'il était roi, il restait en France Charles de France (1446-1472), son frère cadet, qui pourrait demander le droit de la couronne[11]. Le 30 juillet, Louis XI expédia, en tant que le roi, ses premières lettres patentes à Avesnes[12]. La date du sacre fut soigneusement choisie : Assomption, à savoir une des fêtes les plus importantes de Notre Dame, la patronne de France. Puis, il rentra à Paris, avec beaucoup de précaution. Il n'avait pas oublié de passer à l'Abbaye de Saint-Denis, nécropole royale. Toutefois, à cette époque-là, les situations politiques et sécuritaires dans la région parisienne étaient encore dangereuses. Donc, le roi décida le 23 septembre[13] d'aller à Tours, une des villes les plus fidèles, afin de mieux régner sur le royaume. De plus, il avait grandi en Touraine, notamment à Loches et à Amboise[14].

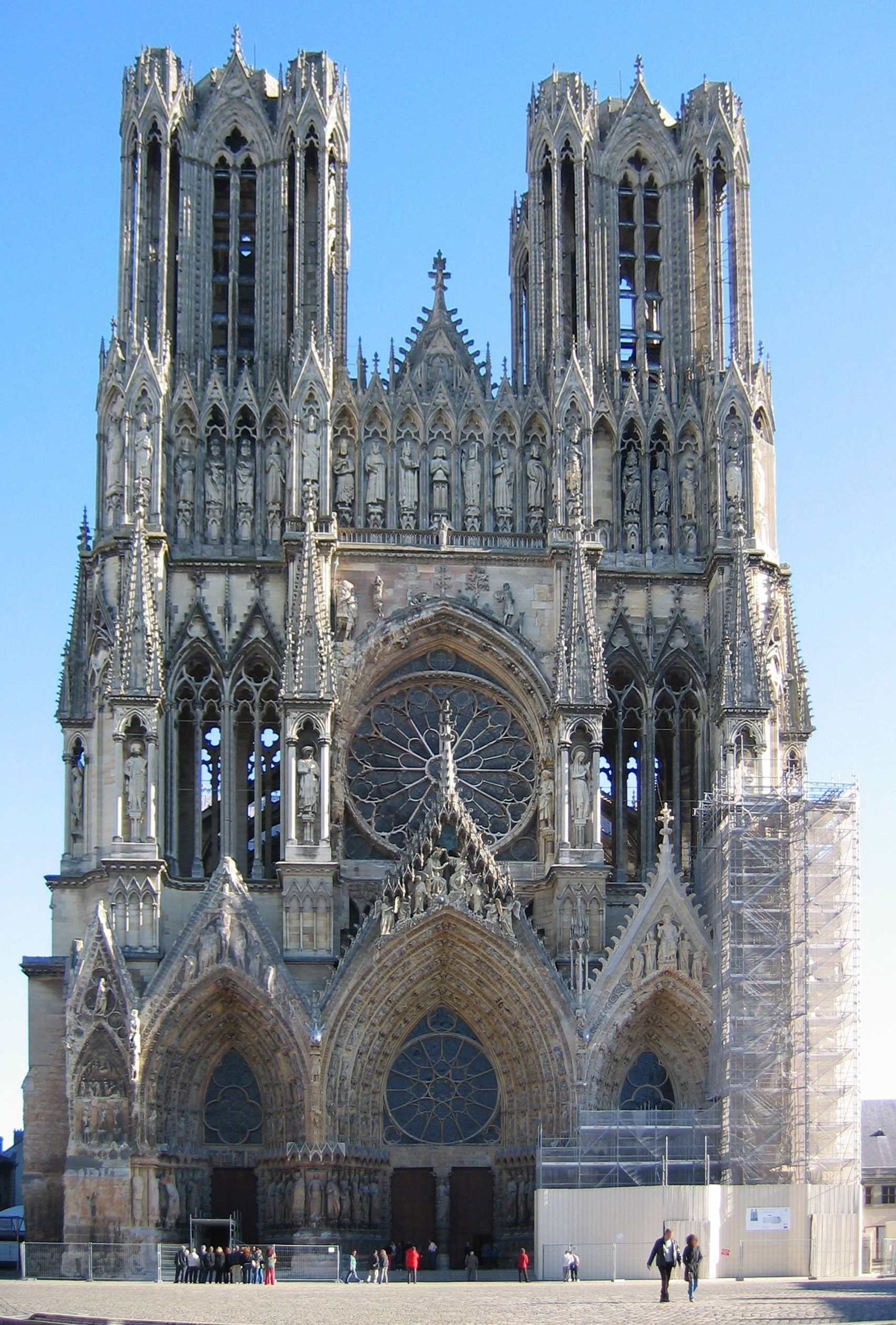
fut sacré dans la cathédrale Notre-Dame de Reims le 15 août 1461.

### Sacre du roi

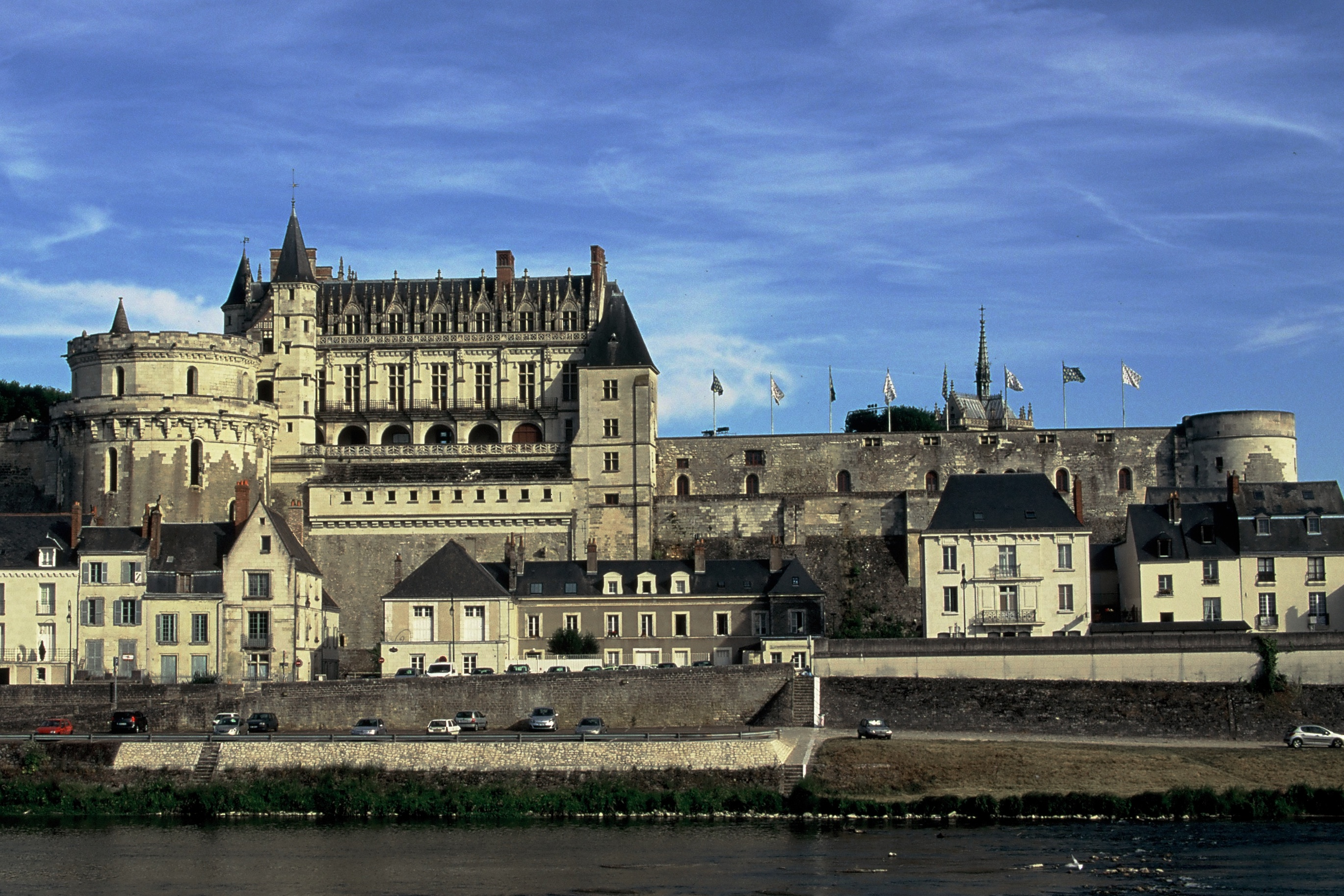
Château d'Amboise, résidence de la reine Marie d'Anjou. Désormais, celle de la reine Charlotte de Savoie et des enfants, en raison de sa meilleure sécurité.

## 1462

### Première diplomatie avec les maisons d'Aragon et de Castille
- Janvier - juin : en 1461, la mort de Charles d'Aragon causa, en Espagne, la crise de succession, en provoquant une guerre civile. Pour Louis XI, il s'agissait d'un bon prétexte pour intervenir, car Charles était descendant du roi Jean II de France par Jeanne de France, sa fille et mère de Charles III de Navarre, à savoir arrière-grand-mère de Charles[15]. Le roi partit de Tours en janvier[16], et séjournait à Bordeaux durant les négociations avec Jean II d'Aragon et Henri IV de Castille ainsi que la Catalogne. Le 11 février, à Saint-Jean-d'Angély, il ratifia le contrat de mariage de sa sœur Madeleine de France avec le fils ainé de Gaston IV de Foix-Béarn, dans l'optique de renforcer leur alliance. Grâce à cette diplomatie, le royaume de France obtint une autorisation à occuper le Roussillon et la Cerdagne. Par ailleurs, en traversant la région, le roi confirmait les privilèges des communes et des abbayes octroyées par ses prédécesseurs[17]. Aussitôt signé le Traité de Bayonne, il retourna à Amboise.

### Défense contre Édouard IV

concéda, en 1462, aux Bayonnais deux foires annuelles, afin d'attirer les marchands espagnols, donc ses devises.

- Juillet - septembre : le roi repartit. À la suite du couronnement d'Édouard IV d'Angleterre en 1461, le royaume de France craignait que ne revienne l'armée anglaise[18]. En 1462, le territoire du duché de Normandie était le seul couloir neutre entre le duché de Bretagne indépendant et la Somme occupée par le duché de Bourgogne (Voir la carte). Louis XI était si prudent que la destination finale était, malgré son objectif principal, l'abbaye du Mont-Saint-Michel.

## 1463

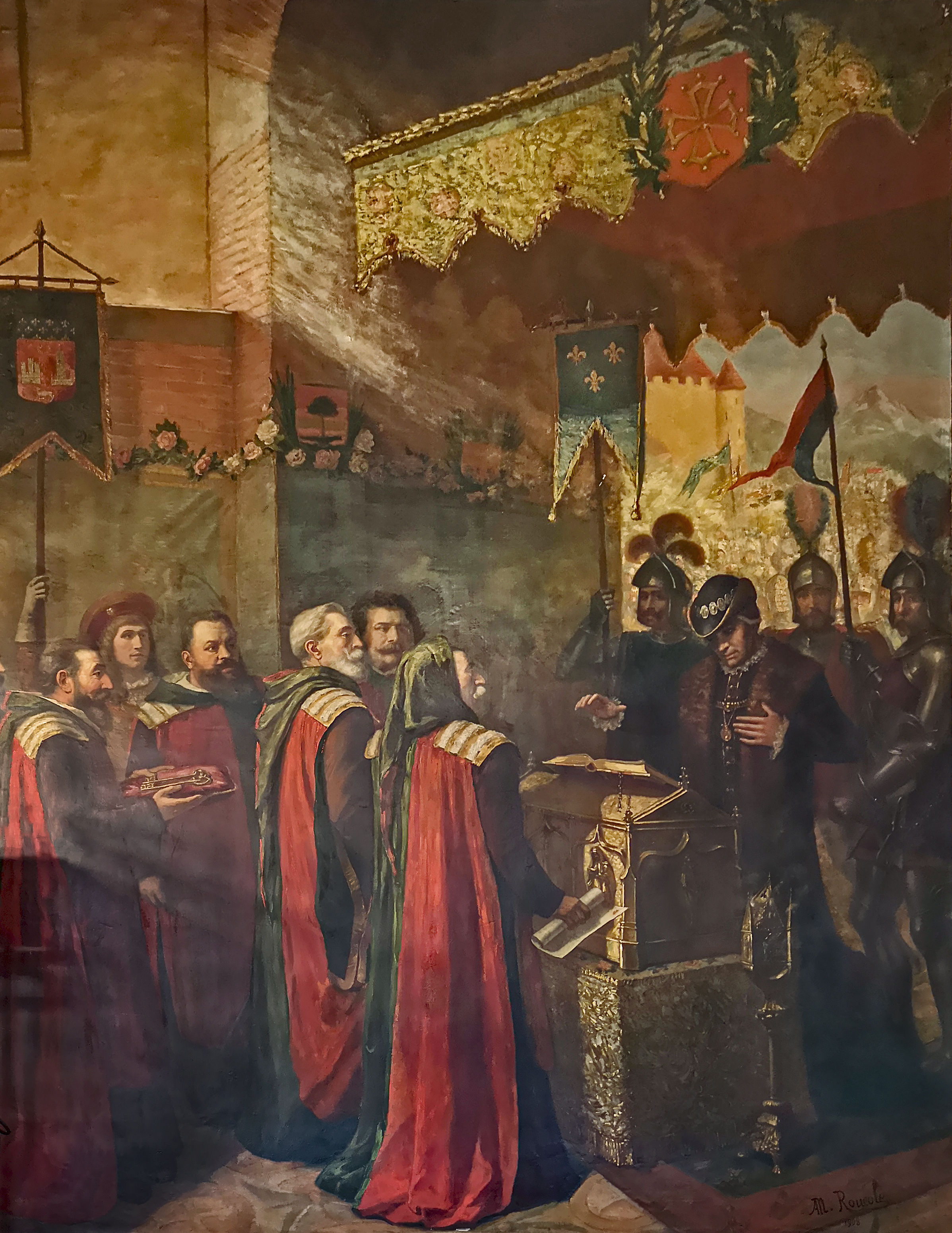
Entrée de à Toulouse

### De nouveau jusqu'à la frontière
Décembre 1462 - mai : afin de finir une longue et coûteuse campagne au Roussillon, Louis XI dut repartir vers les Pyrénées occidentales. D'abord, une autre troupe française avait brutalement occupé la Navarre. Tout de suite, l'ambassadeur Jean de Montauban avait déclaré au roi Henri IV de Castille qu'elle n'y quitterait pas jusqu'à ce que l'armée de Castille parte de la Catalogne. Les négociations furent rétablies. C'était grâce aux entretiens repris en avril que la paix fut parachevée, notamment au Roussillon.

### Incendie de Toulouse
Mai - juin : le 7 mai 1463, la ville de Toulouse subit d'un incendie catastrophique. Aussitôt après la nouvelle, le roi étant à Saint-Jean-de-Luz partit vers Toulouse. Il y séjourna pendant trois semaines afin de soutenir la restauration de la ville.

### Rachat des villes de la Somme
Août - juillet 1464 : en bénéficiant des bonnes relations avec Philippe III de Bourgogne, le roi commença à récupérer les villes de la Somme, perdues selon le traité d'Arras. Il fallait que les Bourguignons fussent éloignés de Paris (Voir la carte). Le duc accepta cette proposition 20 août, pour 400 000 écus d'or. Après cette conclusion, le roi s'en alla de la capitale et arriva à Abbeville le 27 septembre.

### Négociation avec l'Angleterre
Septembre - octobre : le 28 septembre, Louis XI entra dans le château de Hesdin possédé par son oncle Philippe III de Bourgogne, afin de préparer les négociations avec l'Angleterre. Lors de l'arrivée du duc Philippe, les habitants avaient eu beau chercher la figure de Louis XI, il ne parut pas. En fait, le roi montait sur un mauvais petit cheval, avec le duc, vêtu de sa tenue de chasse, en imitant l'entrée de Jésus-Christ à Jérusalem. Il s'agissait du style particulier de sa manifestation politique.

### Décès de la reine Marie d'Anjou

soutint la restauration de la ville de Toulouse

Novembre : la reine Marie d'Anjou décéda le 29 novembre 1463 dans l'abbaye des Châtelliers après avoir débarqué à La Rochelle. À la suite de cette nouvelle, le roi étant à Dieppe célébra pieusement une messe pour sa mère.

## 1464

### Séjour en Flandre et hostilité de Charles le Téméraire
Janvier - février: en Bourgogne, le conflit entre le duc Philippe III et le comte de Charolais, son fils, s'aggravait depuis quelques années. Surtout, la restitution des villes de la Somme était, pour le comte Charles, une grosse et inadmissible erreur de son père. En janvier 1464, Louis XI qutta la Somme et arriva à Arras. Puis il continua à demeurer en Flandre, notamment à Tournai. L'on comprend que Charles fût coléreux, faute de communication, et que la cour de Bourgogne ait été dispersée. Par conséquent, le comte n'hésita pas à organiser une fronde dangereuse contre Louis XI, en sollicitant les princes mécontents de la mer du Nord jusqu'à la chaîne des Pyrénées.

### Naissance de Jeanne de France
Mars - mai : Louis XI arriva au château de Pierre de Brézé, en mars, auprès de la reine Charlotte de Savoie. En tant que roi de France, il patientait un héritier mâle. Nogent-le-Roi est une petite ville où les reines de France venaient prier les bienfaits de la Vierge Marie pour la naissance de leurs enfants. Toutefois, il s'agissait d'une fille, future sainte Jeanne, à laquelle la reine donna la naissance le 23 avril. Cela est la loi salique qui explique la différence entre les itinéraires de juillet 1470 et ceux de mai 1464. En réalité, il interdit toutes les réjouissances pour célébrer cette naissance. Trois semaines plus tard, le roi regagna les routes vers la Somme.

### Défense en Normandie

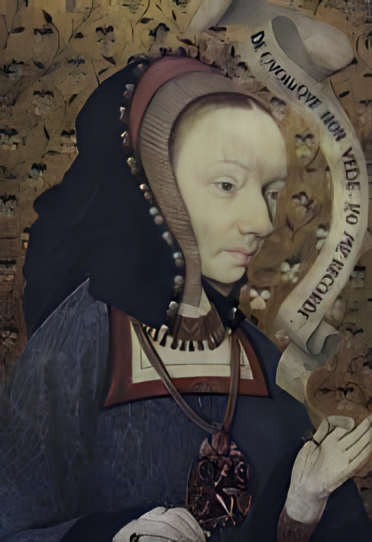
Sainte Jeanne de France, fille cadette de

Juillet - septembre : à la suite de la nouvelle que François II de Bretagne rassemblait des troupes, le roi se déplaça jusqu'à Rouen

## 1465

### Ligue du Bien public
Pèlerinage vers Notre-Dame-du-Pont de Saint-Junien
Mars - avril : Louis XI quitta Poitiers le 4 mars 1465, pour un pèlerinage vers Notre-Dame-du-Pont de Saint-Junien. Son frère Charles avait renoncé au pèlerinage sous prétexte d'une chasse. En fait, Odet d'Aydie, ancien confident de Charles VII, le conduit en Bretagne. À peine la nouvelle fut-elle renseignée que le roi retourna diligemment à Poitiers. En analysant la situation, il se déplaça vers Thouars de sorte que le trésor royal soit conservé. La première manœuvre de l'armée royale devant Saumur fut effectuée le 26 mars, sans bataille. Aussitôt reçu les clefs, il s'installa dans le château de son oncle René d'Anjou. D'une part, ce positionnement pouvait couper le ravitaillement entre la Bretagne et ses complices. D'autre part, le premier fils de René Jean II de Lorraine adhérait à la ligue du Bien public, cette fronde. Enfin, le roi René s'y présenta le 10 avril. Louis XI put rentrer à Tours le 19 avril.
Jusqu'à Notre-Dame de Marsat
Avril - juin : l'offensive du roi se lança à la fin d'avril, avec une campagne menée en Bourbonnais. Bourges était déjà occupée par les troupes de Jean II de Bourbon, gendre et ancien conseiller de Charles VII, tandis que les Bourguignons arrivèrent à Moulins. L'armée royale reprit Bourges, ensuite occupa Moulins. Le roi demeurait principalement à Montluçon puis à Saint-Pourçain-sur-Sioule, de sorte que ses opérations militaires soient optimisées. Certains historiens concluent la soumission de la maison de Bourbon. Juste avant de retourner à Paris, Louis XI alla jusqu'à l'église Notre-Dame de Marsat près de Riom le 23 juin, en octroyant 50 livres de don par an. Il avait adressé ses vœux à cette Notre Dame.
Bataille indécise de Montlhéry
Juillet - septembre : en renouvelant la mémoire de la victoire de Dieppe, Louis XI célébra solennellement une messe à Cléry-Saint-André le 11 juillet, devant tous ses gens d'armée. La bataille de Montlhéry fut sanglante et indécise. Le roi eut son cheval tué sous lui et faillit y perdre la vie. Pour le comte de Charolais (qui fut lui-même blessé à la gorge), les pertes humaines furent lourdes, dont certains de ses meilleurs capitaines. Il resta néanmoins maître du terrain et se considéra comme victorieux, mais le roi et l'armée royale réussirent à rentrer sans encombre à Paris. L'on s'aperçoit un bouleversement évident : dès le 17 juillet, lendemain, Louis XI expédiait fréquemment ses lettres aux villes fidèles dans le royaume, malgré quelques erreurs. Cela signifie que le roi rétablit le réseau de correspondance avec assez d'équipe. Les premières sont conservées à Lyon (Archives municipales, AA23, no 6), à Abbeville et à Milan : « De par le roy. Chiers et bien amez, hier, environ deux heures appres disner, estans les contes de Charroilois et de Saint Pol, Atof de Cleves, le bastard de Bourgongne et tous leurs gens en bataille, empres Montlehery, fortiffiez de leurs charroiz, fossez, ribaudequins et autre grosse artillerie, feusmes conseillez de les assaillir et combatre, et ainsi fut fait. Et graces a Dieu eusmes du meilleur, et fut la victoire pour nous, et par deux ou trois foiz s'enfouyrent le dit conte de Charolois et la plupart de ses gens, et le dit conte de Saint Pol ; et desquelz ont este destroussez, que mors que prins, depuis la bataille qui s'enfouyrent bien deux mille ; et entre autres le sire d'Esmeries et le sire de Haplincourt ont est prins. Et en y a encores plusieurs qui s'ent sont fouiz, lesquelz on poursuit, et desja en ont este admenez plusieurs en ceste ville de Corbueil. Et en tant que touche le principal de la bataille, il en est mort des leurs dix contre ung des nostres, ainsi qu'il a este trouve ; et y a eu de quatorze a quinze cens mors de leur part, et de deux a trois cens prisonniers, dont il en y a de gens de bien beaucoup. Et comme avons sceu, le bastard de Bourgongne a este tue (faux) ; et oultre nous a este rapporte que lesdits contes de Charrolois et de Saint Pol ont este griesvement (faux) blecez. Et demourasmes ou champ jusques a soleil couchant ; et environ soleil couchant, que le champ nous estoit demoure, nous retraismes et venismes en ceste dicte ville de Corbueil, et toute nostre armee avec nous, excepte aucuns qui cuidoient les choses aultrement estre, et, a ceste cause, s'en sont retraiz en plusieurs lieux. Lesquelles choses vous voulons bien signiffier, afin qu'en puissiez rendre graces a Nostre Seigneur. Donne a Corbueil, le XVIIe jour de juillet. Loys. Toustain. A noz chiers et bien amez les bourgois, manans et habitans de nostre ville de Lyon ».
À partir du 10 août, Louis XI parcourait la Normandie afin de renforcer ses troupes. Grâce à cette stratégie, certains princes commencèrent le 3 septembre à négocier la paix.
Traité de Conflans, la paix
Septembre - novembre : l'expiration de la dernière trêve au 17 septembre provoqua les nouvelles batailles affaiblissant encore le royaume. Ainsi Louis XI décida-t-il de visiter le camp des Bourguignon près de Conflans, de sorte que la guerre se termine. Louis XI, parrain de Marie de Bourgogne, fille unique du comte de Charolais, connaissait ce dernier paradoxalement davantage que d'autres princes français. Avant que ne se signe le traité de Conflans le 5 octobre, les processions furent effectuées à Paris le 1er octobre. En perdant leur chef, les princes aussi, sauf François II qui gardait Charles de France en Bretagne, acceptèrent la paix. Le roi et le comte de Charolais allèrent célébrer ensemble Toussaint à Villiers-le-Bel. Finalement, Louis conserva son nouveau système d'administration pour rétablir le royaume de France, sans modification.

### Campagne en Normandie

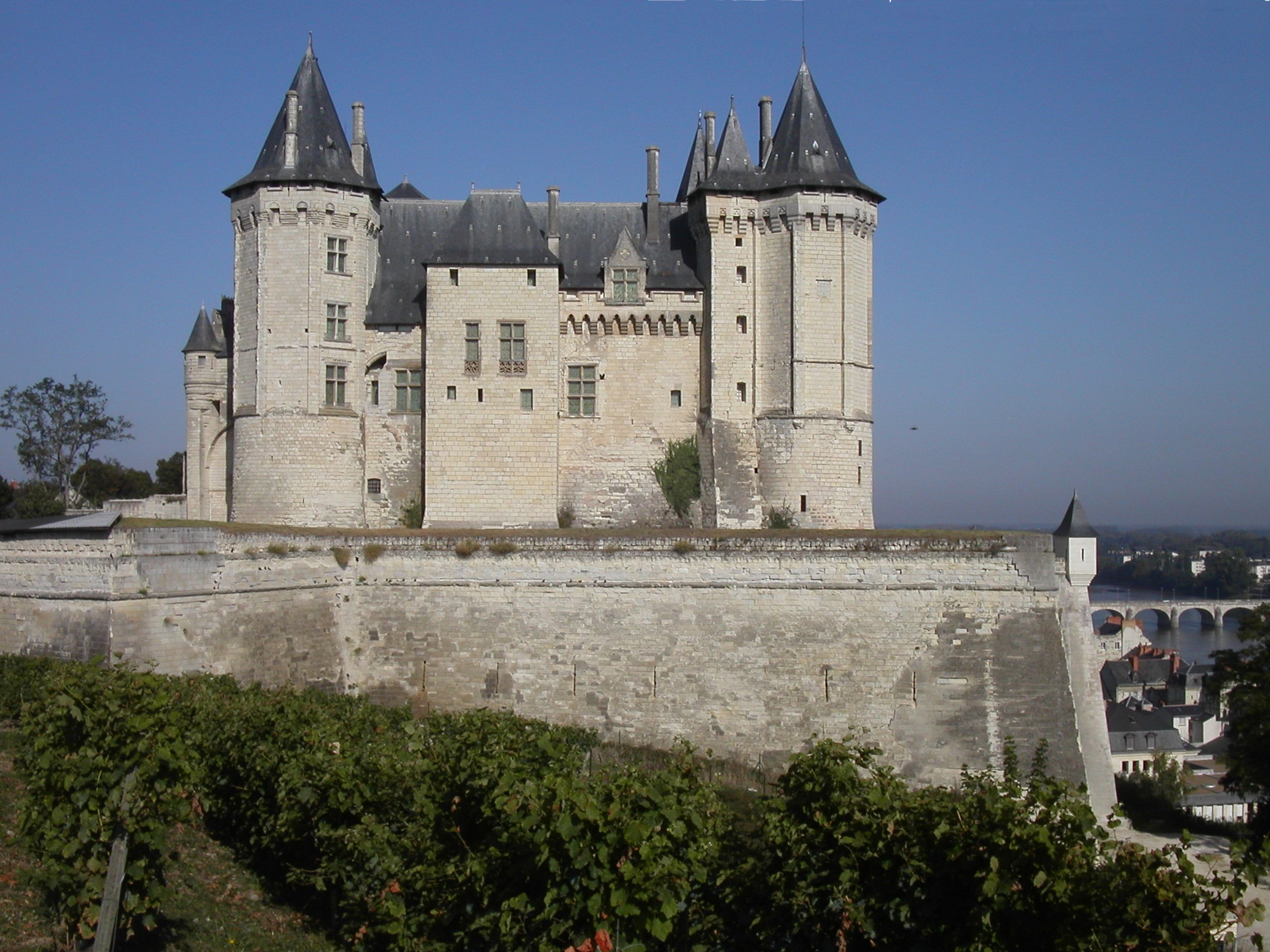
Château de Saumur possédé par René Ier d'Anjou grâce auquel réussit à bouleverser la situation.

Décembre : en dépit du traité de Conflans, le duc Charles subissait d'énormes difficultés à gouverner la Normandie. À la suite de sa lettre demandant un secours immédiat au roi, l'armée royale partit d'Orléans en décembre. Louis XI put profiter extraordinairement de la situation. D'abord, le frère du roi perdit ce duché en raison du secours de Louis XI. Ensuite, la Normandie retourna à la couronne, faute d'héritier direct. Enfin, Louis XI signa le 23 décembre le traité de Caen avec François II de Bretagne.

## 1466

### Soumission de Rouen
Janvier : à la fin du mois de janvier 1466, Louis XI retourna à Rouen. En effet, le 28 septembre 1465, selon l'intention de la veuve de Pierre de Brézé, la ville de Rouen avait spontanément fait ouvrir les portes à une troupe de la ligue du Bien public. À Pont-de-l'Arche, le roi avait donné le 14 janvier, à l'ambassade de la ville, deux jours de délai pour une reddition complète.

### Château de la Motte d'Esgry et Notre-Dame de Boiscommun
Juillet - septembre : dès 1466, Louis XI aimait visiter la Motte d'Esgry (Égry), château du seigneur de Lhuillier situé près de l'église Notre-Dame de Boiscommun édifiée par le roi Philippe III de France. Tout comme les princes de la Renaissance, le roi avait le goût de campagne. Le premier passage avait été daté le 28 juillet 1466 tandis que le dernier séjour se termina le 16 août 1480.

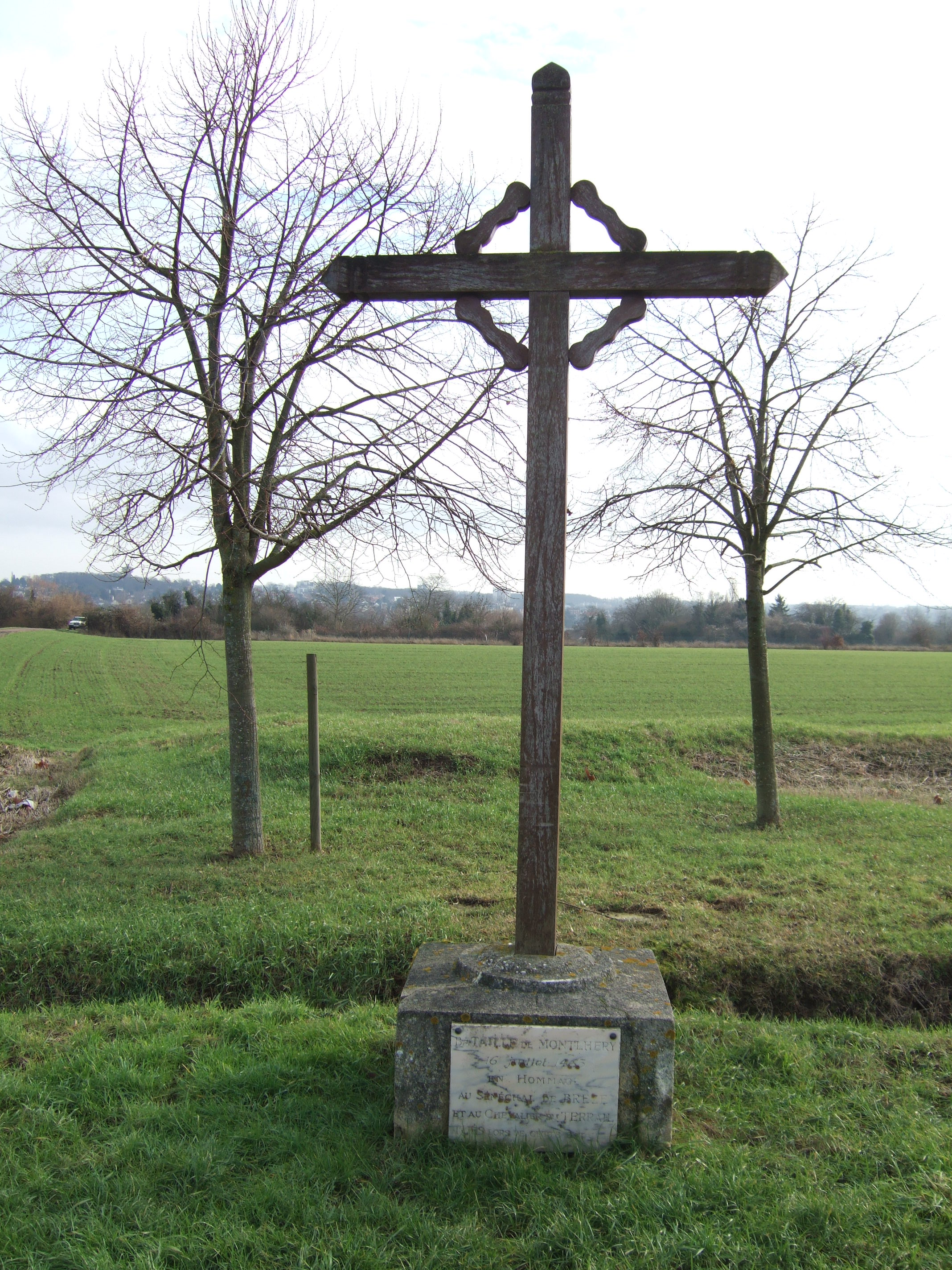
La mort du sénéchal Pierre de Brézé causa la soumission de Rouen.

## 1467

### Séjour aux Montilz-lèz-Tours
Mars - avril : Louis XI passa six semaines dans son joli château de petite taille aux Montilz-lèz-Tours, acquis le 15 février 1463 pour 5 300 écus. Afin d'éviter les interférences politiques des serviteurs de la reine, il décida d'éloigner sa résidence de celle de la famille d'Amboise. En 1469, les travaux se commencèrent pour l'amélioration des établissements. Le château reconstruit deviendra, en 1472, le Plessis-du-Parc-lèz-Tours.

### Entretiens avec Warwick

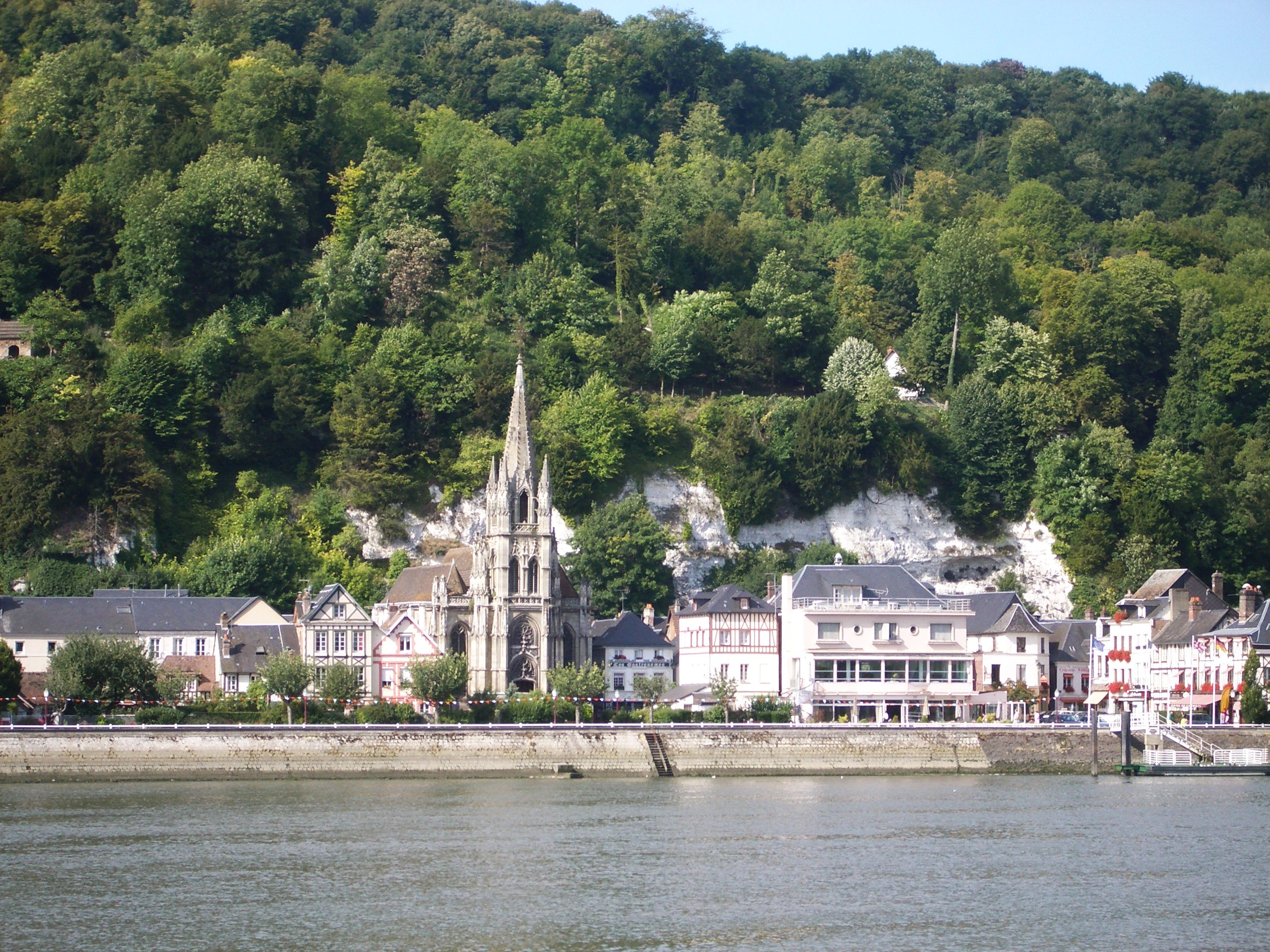
accueillit Warwick le 7 juin 1467, à la Bouille.

Mai - juin : en passant par Rouen, Louis XI et la reine Charlotte de Savoie arrivèrent à la Bouille. Le comte Warwick y débarqua le 7 juin en tant qu'ambassadeur d'Angleterre pour négocier un traité d'amitié. À Rouen, les conversations durèrent une semaine. En lui présentant les soieries françaises, Louis XI, qui connaissait Bruxelles où les industries du luxe contribuaient les finances, lui proposa quelques privilèges commerciaux. Warwick et les ambassadeurs de Louis XI s'en allèrent le 16 juin pour la rédaction définitive. Le décès de Philippe III de Bourgogne de la veille bouleversera pourtant ces négociations,.

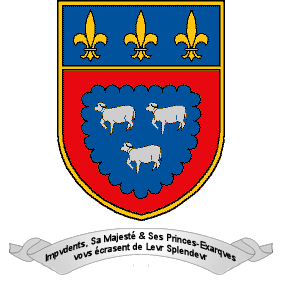
Bourges, ville natale de

## 1468

### États généraux
Le mois d'avril 1468 se caractérise par un long séjour de Louis XI à Tours. Il s'agissait d'un des seuls états généraux assemblés par lui. 192 représentants firent confiance au roi.

### Mariage de Galéas Marie Sforza et de Bonne de Savoie
Mars - juin : Louis XI passa au printemps à Amboise, auprès de Charlotte de Savoie. Notamment, le 9 mai 1468, ils y célébrèrent le mariage de Galéas Marie Sforza et Bonne de Savoie, sœur de la reine. Ce mariage signifiait que Louis XI paracheva la construction d'une muraille forte depuis la Savoie jusqu'à la Lombardie, contre le duc de Bourgogne.

### Campagne en Picardie et traité d'Ancenis
Juin - septembre : Louis XI préparait la guerre sur la frontière de Picardie, à cause d'une nouvelle alliance entre la Bourgogne et l'Angleterre, symbolisée par le mariage de Charles le Téméraire et de Marguerite d'York. Le duc de Milan Galéas Marie Sforza aussi organisait pareillement son attaque contre les Bourguignons. Le roi demeurait à Compiègne ainsi qu'à Noyon. En septembre, la tension s'affaiblit subitement. C'était grâce aux états généraux et à la campagne suivante en Normandie contre l'armée de Bretagne. Le traité d'Ancenis se signa le 10 septembre avec François II de Bretagne et Charles de France. Ils renoncèrent officiellement l'alliance avec Charles le Téméraire depuis la ligue du Bien public.

### Traité de Péronne et campagne vers Liège

réunissait toujours les représentants à Tours.

était en péril à Péronne.

Octobre - novembre : à la suite de cette détente, Louis XI envoya son ambassadeur, le cardinal Jean Balue, à Charles le Téméraire. Le 9 octobre, en doutant le piège du duc, le roi arriva à Péronne où une entrevue était proposée. Le duc était cependant si profondément courtois que la négociation débuta paisiblement. Il était une véritable coïncidence que, ce jour-là, les Liégeois contre le duc attaquèrent la ville de Tongres. Deux jours plus tard, Charles aperçut deux commissaires royaux dans les attaquants. Dès que toutes les portes de Péronne avaient été fermées, le roi en grand péril dut signer le traité de Péronne le 14 octobre. De plus, il se libérera, à condition que l'armée royale rejoigne la croix de Saint-André. Aussitôt que la ville de Liège avait été conquise, Louis XI et son armée quittèrent vivement le camp le 2 novembre.

## 1469

### Château de Vaujours
Juin : Louis XI visita le château de Vaujours, auprès de nouveau grand chambellan de France Jean V de Bueil le 3 juin 1469. Il est normal que Louis XI ait modifié sa politique militaire à la suite d'une cohabitation obligée entre l'armée royale et celle des Bourguignons en octobre 1468. Comme le roi connaissait désormais l'armée du duc en détail et vice versa, il fallait que son armée fût attentivement améliorée. Aussi plusieurs vétérans rentrèrent-ils en grâce en 1469, et furent nommés de la première promotion de l'ordre de Saint-Michel.

### Fondation de l'ordre de Saint-Michel
Août : inspiré par celui de la Toison d'or, Louis XI étant à Amboise créa le 1er août, par ses lettres patentes, l'ordre de Saint-Michel, non seulement pour sa foi catholique mais aussi son immense objectif politique.

### Réconciliation entreLouisXIet Charles de Guyenne
Septembre : au début du mois de septembre, Louis XI partit de Niort. De sorte que son frère s'éloigne des adversaires du royaume, le roi avait choisi la transformation de la Guyenne en apanage. Louis XI était si satisfait que fut proposé au duc un entretien à la frontière. Leur réconciliation fut achevée, le 7 septembre, à un port près de Puyravault. Puis, ils se déplacèrent jusqu'à Coulonges-sur-l'Autize, vers le château du sire de Malicorne, pour une grande chasse ainsi qu'un nouveau traité. Sitôt en signé le 18 septembre, le roi quitta le lieu.
Décembre : le duc passa Noël auprès de son frère et de la reine,.

### Réconciliation entre et Charles de Guyenne

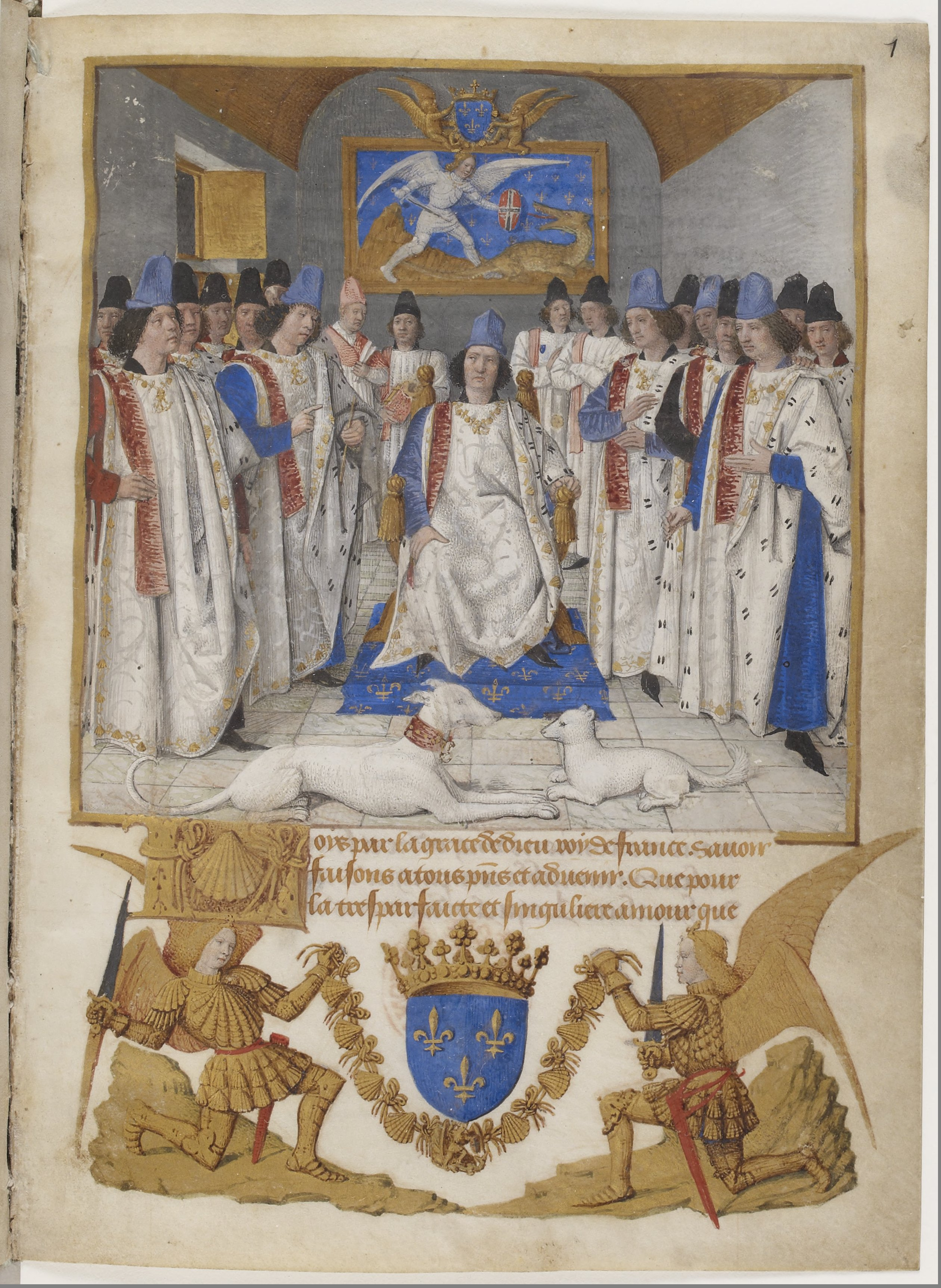
Ordre de Saint-Michel présidé par le roi

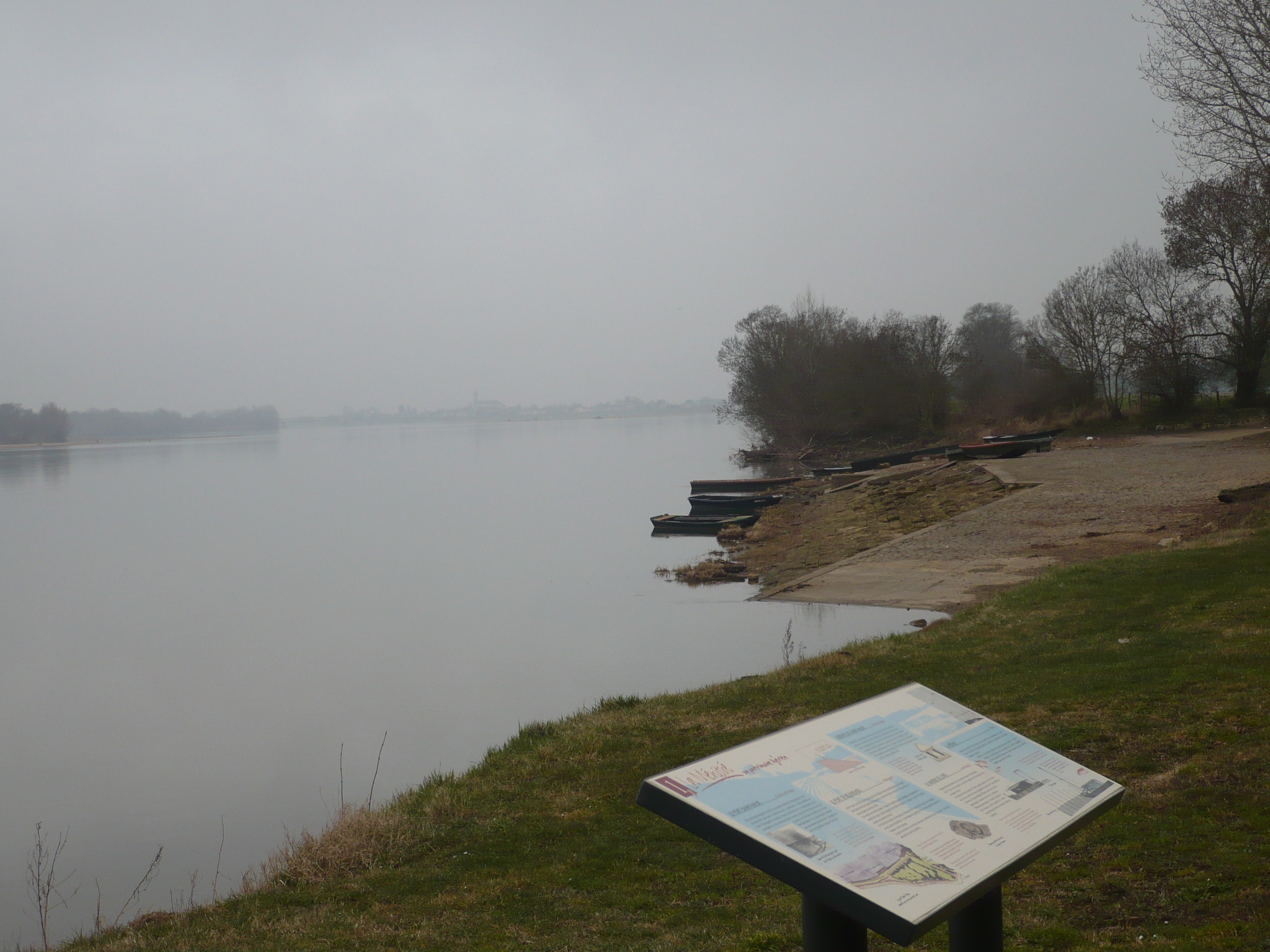
Port Saint-Maur de la Ménitré près des Ponts-de-Cé et d'Angers. Parfois se déplaçait en bateau, notamment en bénéficiant de la Loire. C'est pourquoi le roi put effectuer, en 1482, un pèlerinage vers Saint-Claude (Jura), en dépit de sa maladie.

## 1470

### Pèlerinage au printemps
Le mois d'avril 1470 est illustré par un pèlerinage exceptionnel du roi. Notamment, il célébra Pâques dans l'abbaye royale Notre-Dame de Celles-sur-Belle où l'on gardait une légende du pèlerinage de Clovis Ier. Avant de s'installer à Amboise le 5 mai, auprès de la reine, le roi voyagea selon un itinéraire vraiment compliqué, en visitant 9 communautés.

### Naissance du dauphin Charles et offrandes deLouisXI
Juin - août : le 30 juin 1470, la reine Charlotte de Savoie donne naissance au dauphin Charles, le futur Charles VIII de France. Louis XI effectue à cette occasion plusieurs pèlerinages avec un montant considérable d'offrandes. Il commence par visiter quatre hauts lieux en Touraine. Le 2 juillet, il se rend à Saint-Martin de Candes. Puis, le 4 juillet, il arrive au Puy-Notre-Dame. Ensuite, c'est au tour de la cathédrale Notre-Dame de Nantilly de bénéficier de la naissance du dauphin. Enfin, le 14 juillet, il retourne à l'église Notre-Dame de Béhuard en travaux. En août, en revisitant ces quatre lieux, Louis XI célèbre l'Assomption à la basilique Notre-Dame de Cléry et voyage jusqu'à l'abbaye du Mont-Saint-Michel.

### Diplomatie contre Édouard IV

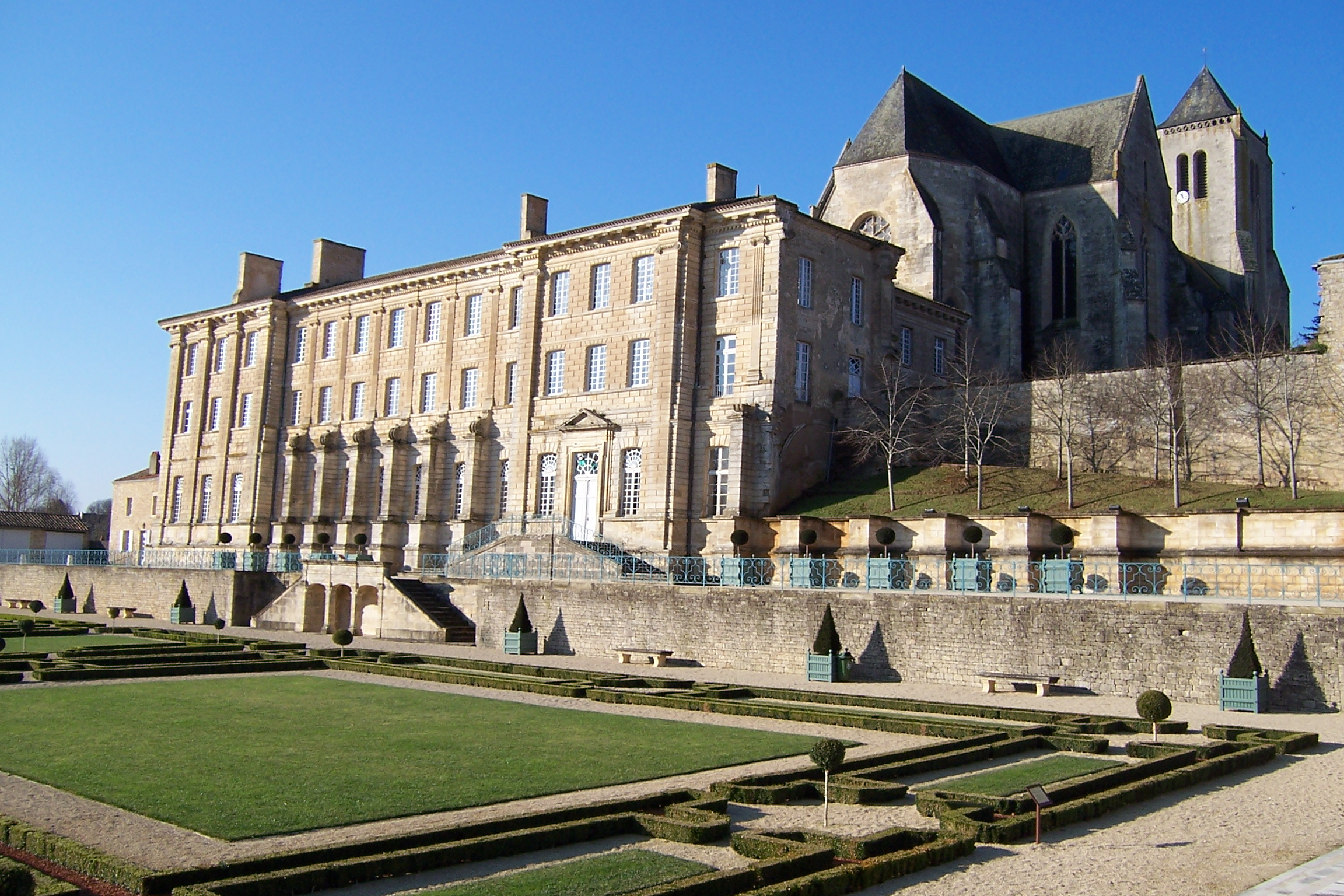
En 1470, célébra Pâques dans l'abbaye royale Notre-Dame de Celles-sur-Belle.

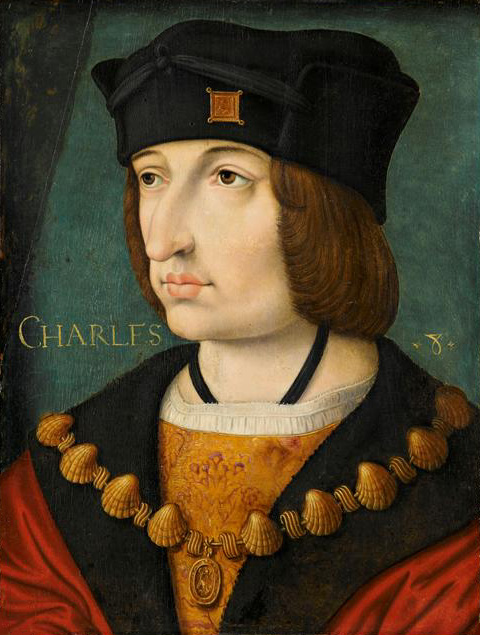
naquit le 30 juin 1470.

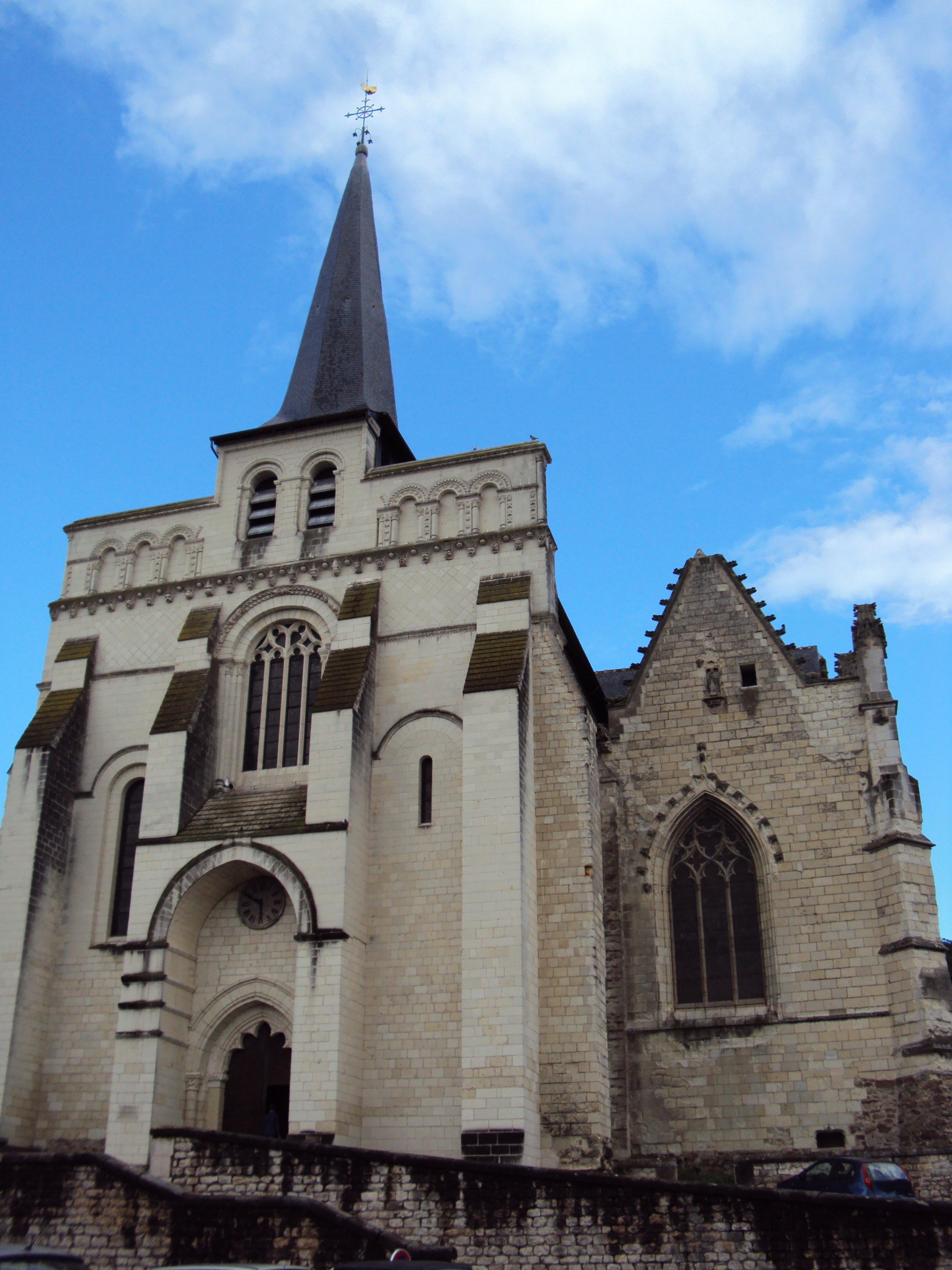
À droite, l'aile ajoutée à la suite de la naissance du dauphin à Notre-Dame de Nantilly.

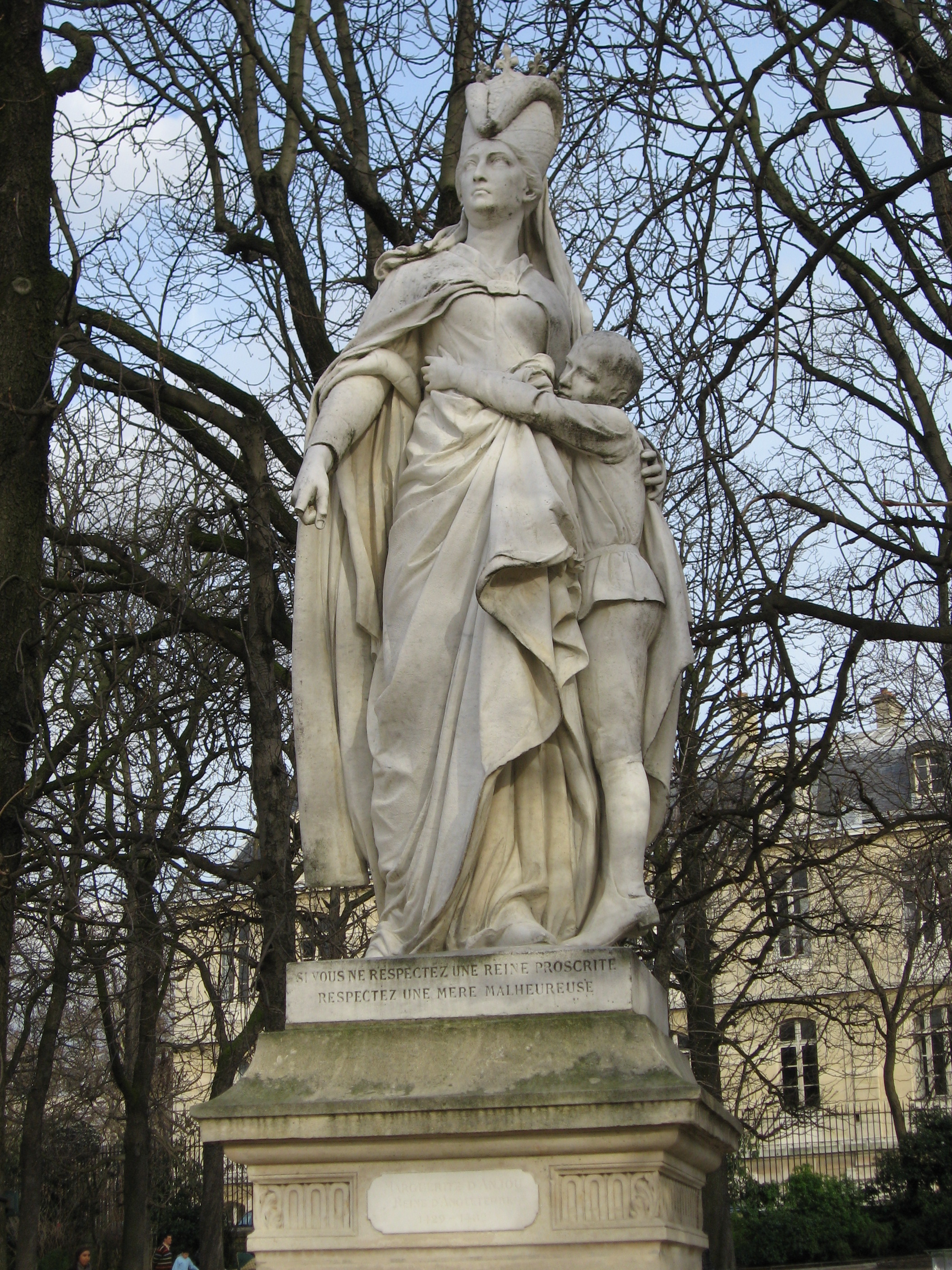
Marguerite d'Anjou, « la plus malheureuse des reines, des épouses et des mères ».

Juin - juillet : le 8 juin, le roi accueillit Warwick au pied du château d'Amboise. À présent, il était le capitaine contre Édouard IV d'Angleterre, dont la flotte avait mouillé ses ancres près de Honfleur en mars. Louis XI commença à pratiquer sa diplomatie. À la fin du mois, Marguerite d'Anjou, reine d'Angleterre réfugiée, arriva à Amboise. Elle refusa l'union proposée avec son ancien ennemi. Sitôt achevé ses pèlerinages, le roi s'installa le 15 juillet au château des Ponts-de-Cé, afin d'organiser une réunion avec la famille d'Anjou. Le 22 juillet, la réconciliation entre Marguerite d'Anjou et Warwick fut dénoncée. Finalement, le 25 juillet, la cathédrale d'Angers devint un témoin des fiançailles entre le prince de Galles Édouard et Anne Neville, fille de Warwick, ainsi que des serments.
Le mariage fut célébré à Amboise, auprès du roi, le 13 décembre. Le lendemain, la reine Marguerite et sa famille s'en allèrent.

## 1471

### Campagne sur la Somme
Janvier - juin : Louis XI recommença à restituer les villes de la Somme. Concernant le traité de Péronne, le roi put proclamer que Charles le Téméraire avait déchu de son duché pour trahison et parure, le 3 décembre 1470. Il commença, le 22 janvier 1471, à organiser son armée à Paris, et s'installa habituellement dans le château de Compiègne le 29. L'armée royale reprit la ville d'Amiens, dans laquelle le roi pourrait célébrer Pâques, ainsi que Saint-Quentin. Et, il attendait l'armée de Warwick à Beauvais. Toutefois, en retournant en Angleterre en mars, Édouard IV bouleversa la situation.

### Étau de Charles le Téméraire et Sainte-Catherine-de-Fierbois

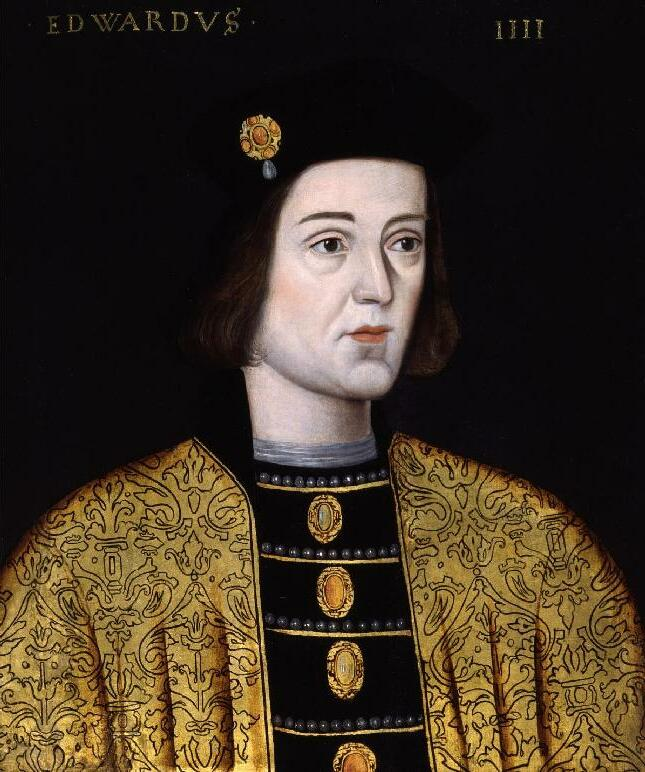
avait débarqué en mars dans le Yorkshire avec une armée puissante qui écrasa tous les alliés de.

Décembre : un seul pèlerinage de Louis XI vers Sainte-Catherine-de-Fierbois est connu : le dimanche 15 décembre 1471. Consacrée à Sainte Catherine d'Alexandrie, patronne des soldats, cette église est illustrée par la légende de Charles Martel et son épée récupérée par Jeanne d'Arc. Le royaume s'était renseigné que les Bourguignons préparaient une campagne de printemps en Picardie ainsi que le duc de Guyenne, Édouard IV d'Angleterre et François II de Bretagne attaqueraient simultanément la Normandie ou la Guyenne.

## 1472

### Mort du duc de Guyenne
Mai - juin : le 22 décembre 1471, le roi expédia une lettre à son grand maître : « Monseigneur de Maille est aujourd'uy arrive, qui a laisse monseigneur de Guienne a Sainct Sever malade de fievres cartes... ». Étant donné que Charles de France n'avait que deux filles illégitimes, il fallait que la Guyenne revînt à la couronne. Par précaution, Louis XI préparait son armée. Le 8 mai 1472, il écrit au gouverneur de Roussillon : « …Je vous prie que vous tenez a Nyort, et n'en bougez jusques a ce que aiez nouvelles de moy, et n'entreprenez rien sur la Rochelle, Xaintes, ne Saint Jehan ; car je n'ay encores point eu nouvelles de mes ambassadeurs de Bourgogne… » Le 18 mai, le roi partit du Plessis-du-Parc-lèz-Tours, en écrivant au grand maître : « …j'ay eu nouvelles que monseigneur de Guienne se meurt,… ». Louis XI expédia une lettre aux habitants de Bayonne, en passant à Montreuil-Bellay : « …nous avons sceu la mort de nostre beau frere, dont Dieu ayt l'ame ; et a ceste cause, nous envoyons Jehannot d'Anglade, …Si vous prions que incontinent vous saisissez de vostre ville et des deux chasteaulx… » En craignant que la Guyenne ne retourne au chaos à cause de la féodalité, il avait dicté le 14 mai : « incontinent que vous me manderez pour la Rochelle, je monteray a cheval et m'y en iray a toute diligence ». Lorsqu'il arriva à Saintes le 27 mai, le roi apprit précisément que le duc était décédé le 24 mai. Sans combattre, il paracheva le rattachement du duché, et se tourna en Anjou.

### Campagne contre les Bretons
Juillet - août : en profitant d'une trêve jusqu'au 10 juin, Charles le Téméraire proposait secrètement à François II de Bretagne d'attaquer le royaume de France. En effet, sous prétexte d'un empoisonnement, le duc de Bretagne avait fait prisonnier le confesseur et l'écuyer de cuisine du duc de Guyenne.
Avec son armée puissante, Louis XI passa par Laval; mais il ne s'y arrêta pas et il ne lui fut pas fait de réception solennelle. Le roi, en quittant Laval, se dirigea par l'Abbaye de la Roë et se rendit maître de la Guerche. Il occupa Ancenis le 7 juillet, puis le 21 juillet Pouancé à la frontière. Ensuite, le roi retourna aux Ponts-de-Cé pour contrôler le passage de la Loire. Enfin, le 15 octobre, une trêve pour un an fut conclue.

### Siège de Beauvais
Juin - juillet : Charles le Téméraire, quant à lui, rompit la tréve le 4 juin, selon le même prétexte. Le 27 juin, les Bourguignons arrivèrent à Beauvais. La ville résista fortement pendant un mois, notamment grâce aux femmes dirigées par Jeanne Laisné. Le duc renonça au siège le 22 juillet en pleine nuit. Après une campagne à perdre en Normandie, le 3 novembre, une trêve pour cinq mois fut acceptée.

### Fuite de Philippe de Commynes du camp bourguignon
Août - septembre : Philippe de Commynes, né dans une famille de la noblesse flamande, était un des diplomates les plus avisés de Charles le Téméraire. En préférant la paix, il quitta le camp des Bourguignon dans la nuit du 7 au 8 août 1472. Au début du mois de septembre, il arriva aux Ponts-de-Cé, auprès de Louis XI. De la même manière, Odet d'Aydie rallia à son tour Louis XI en novembre.

### Accroissement du port des Sables-d'Olonne

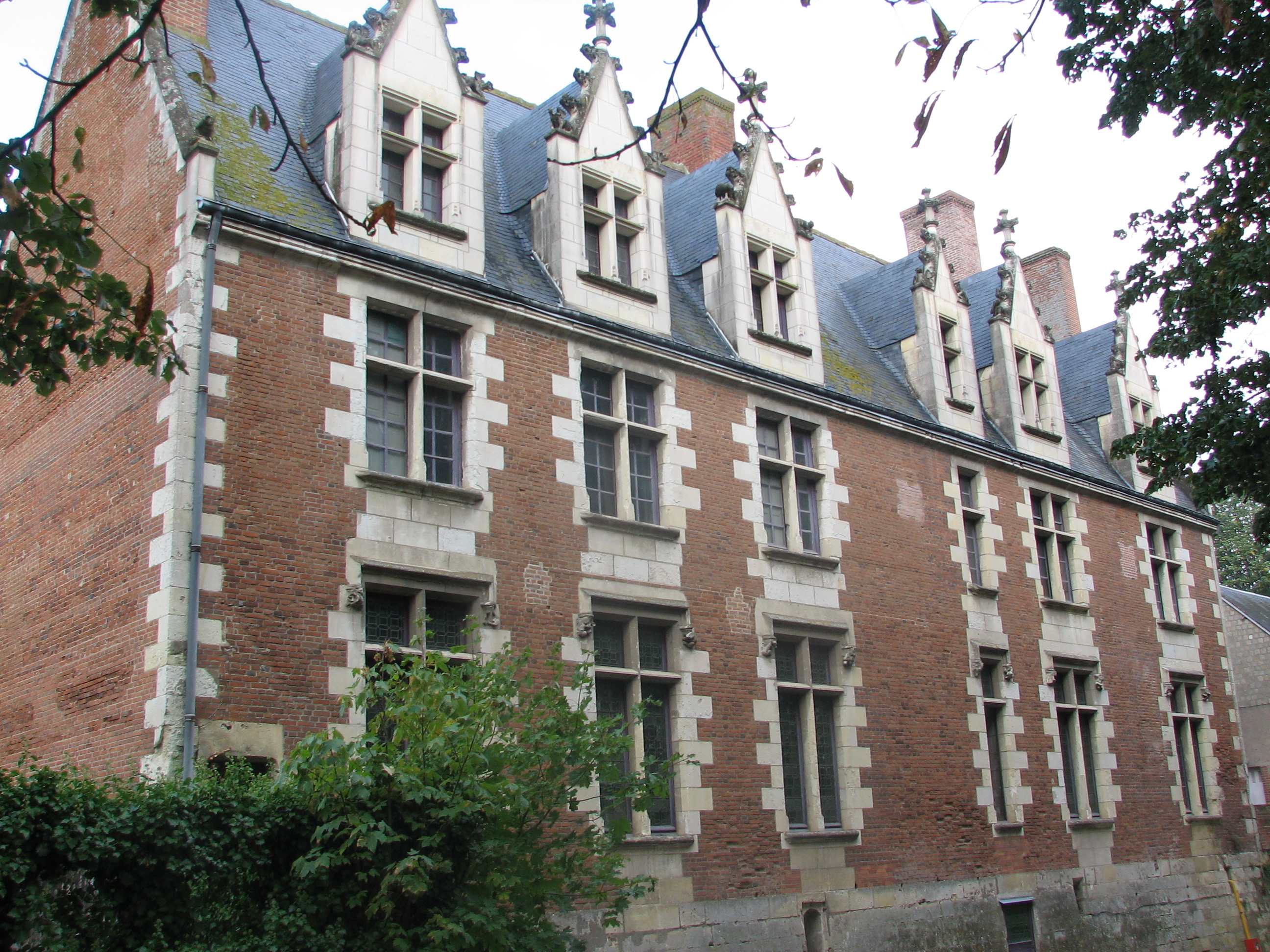
Dès reconstruit en mars 1472, le château des Montilz-lèz-Tours devint Plessis-du-Parc-lèz-Tours.

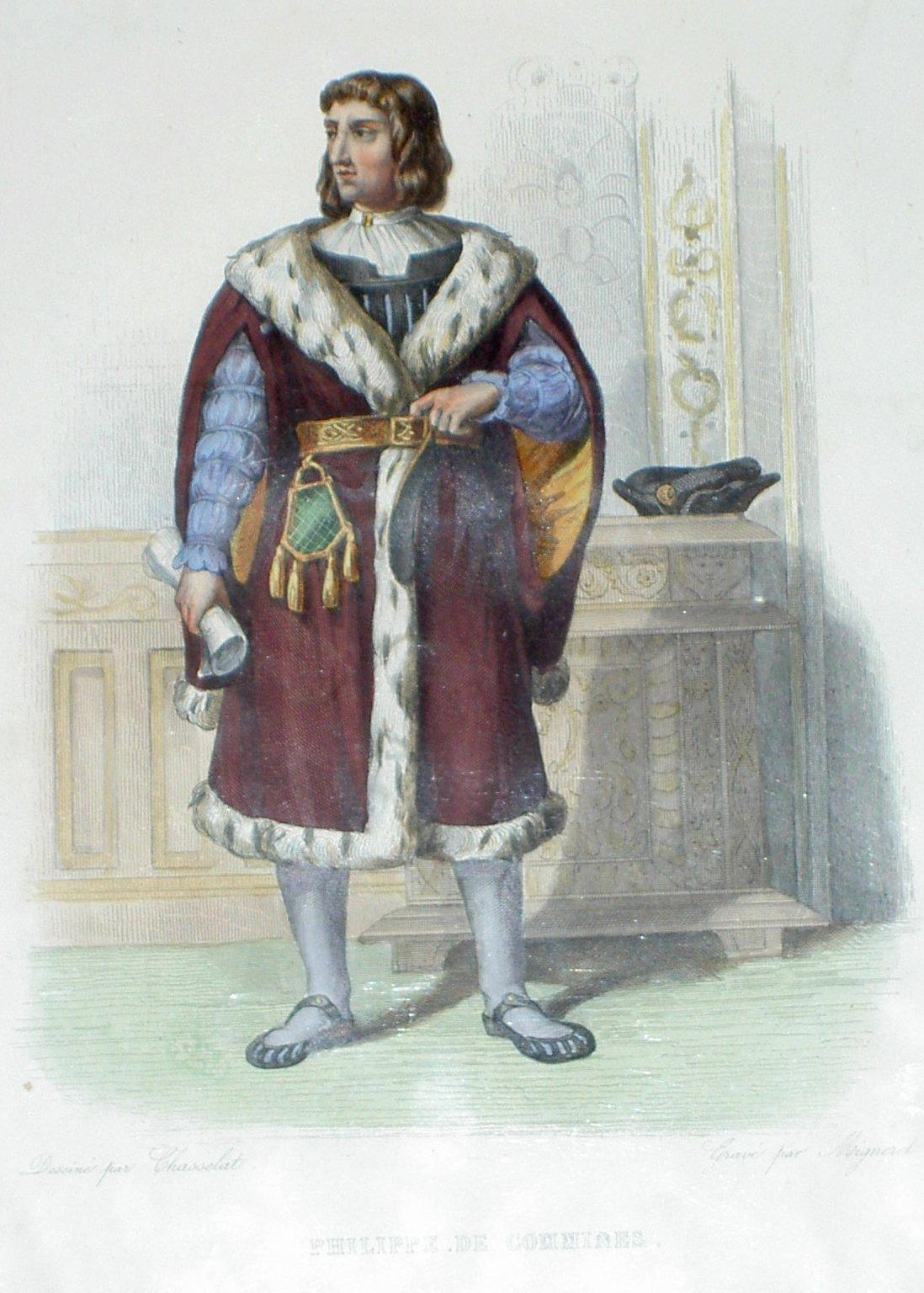
Au début de septembre, Philippe de Commynes arriva aux Ponts-de-Cé, auprès du roi.

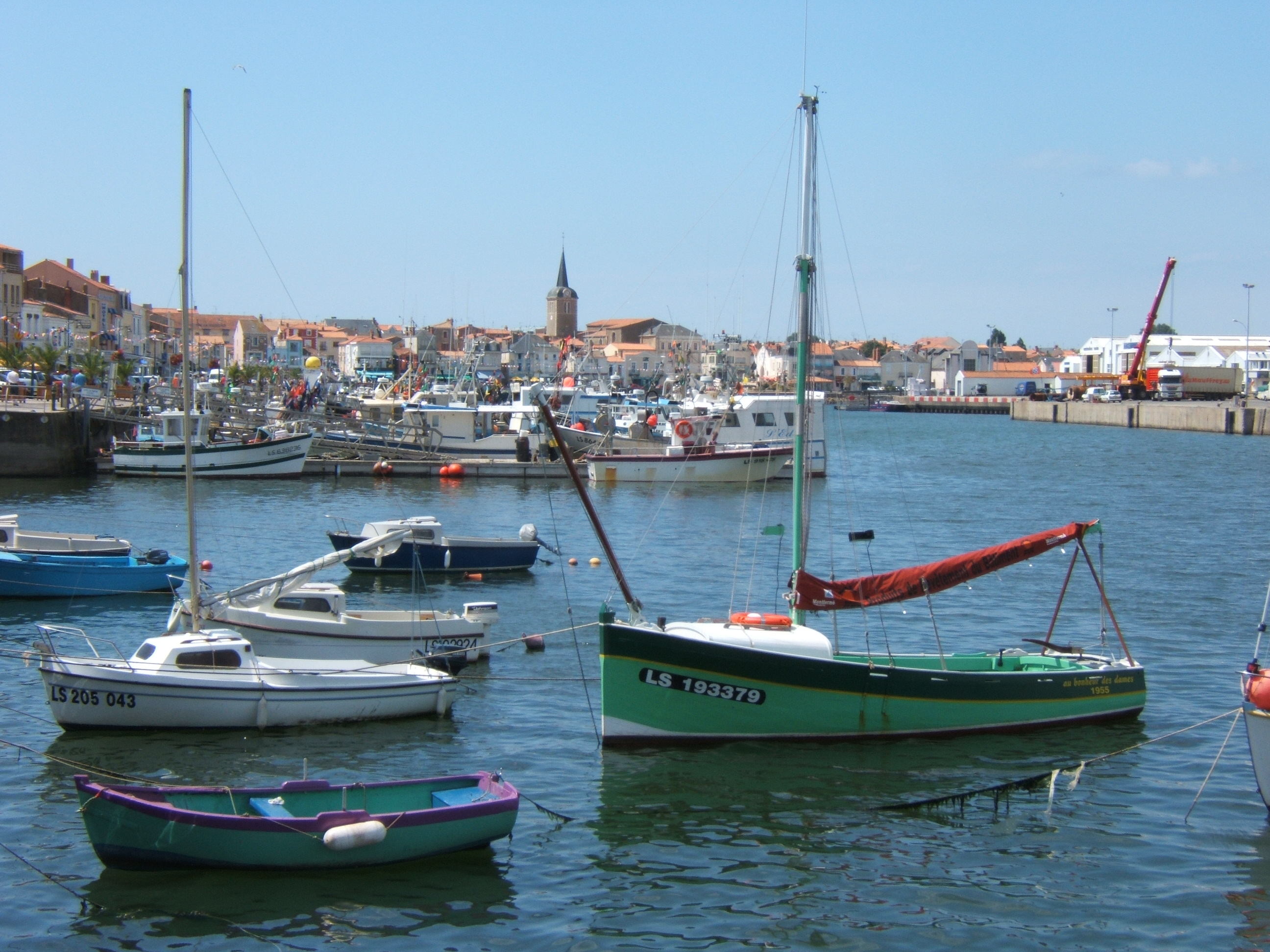
Grâce à Philippe de Commynes et à, le port de commerce des Sables-d'Olonne avait le vent en poupe.

Novmembre - décembre : à la suite d'une pacification provisoire, le roi visita, avec Philippe de Commynes, la Vendée, territoire octroyé au Commynes. Le 1er décembre, ils demeurèrent aux Sables-d'Olonne dont ce diplomate présumait précisément l'évolution du port. En conséquence, le roi avait ordonné sa fortification le 10 novembre. Grâce aux privilèges octroyées par Louis XI, la ville connut une immense croissance.

## 1473

### Fiançailles entre Anne de France et Pierre de Beaujeu

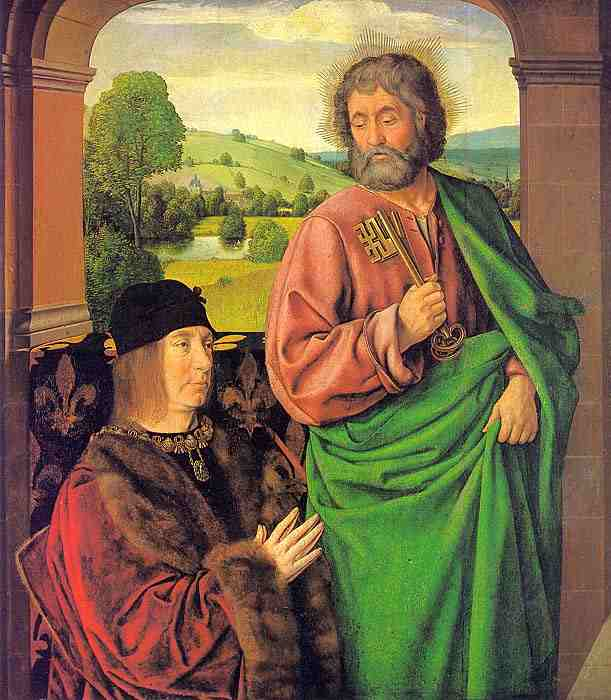
maria enfin sa fille aînée à Pierre de Beaujeu, après plusieurs fiançailles.

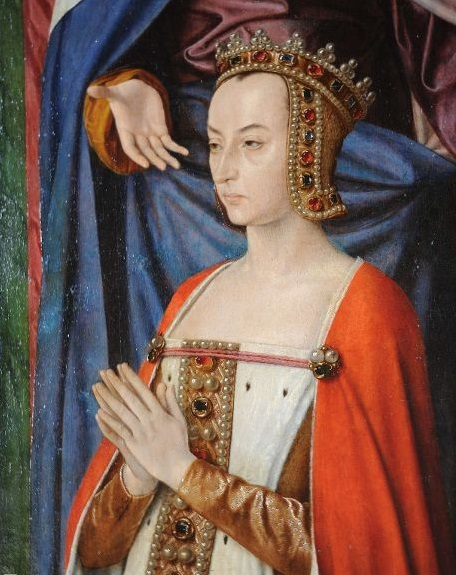
Le contrat du mariage de Anne de France fut préparé en septembre et signé à Jargeau le 3 novembre.

Octobre - novembre : à la suite de la mort de Nicolas de Lorraine le 27 juillet 1473, le roi modifia le projet de mariage de sa fille aînée. À la fin du mois d'octobre, le roi arriva à Jargeau près d'Orléans. Le 3 novembre, le contrat du mariage d'Anne de France et de Pierre de Beaujeu y fut effectivement signé. Aussitôt, le roi quitta Jargeau. La célébration du mariage fut effectuée, soit quelques jours plus tard, soit en 1474, mais vraisemblablement deux fois, à cause d'une difficulté concernant leur consanguinité.

## 1474

### Entrevue avec le comte de Saint-Pol
En mai, le connétable du roi, chevalier de l'Ordre de Saint-Michel, Louis de Luxembourg-Saint-Pol jouait tel double jeu, depuis 1465. Au début de mai 1474, les envoyés français et bourguignons scellèrent un accord aux termes duquel le comte de Saint-Pol, déclaré ennemi criminel des deux princes, devait être mis à mort. Le connétable demanda au roi une entrevue. Le 14 mai, Louis XI arriva au village de Fargniers, escorté de six cents hommes d'armes. À la suite des excuses du comte, ils s'embrassèrent, mais toujours à cheval,,.

### Occupation et création de la mairie d'Angers
Juillet : Angers, la capitale d'Anjou, était en dehors du mouvement communal commencé à partir du XIe siècle. Par ailleurs, René Ier d'Anjou « oublia le monde » après son deuxième mariage avec Jeanne de Laval. « Son neveu Louis XI aida à l'alléger des soucis du gouvernement, en lui prenant l'Anjou. » Il y disposait les devants, à savoir plusieurs officiers du roi, en profitant de toutes les occasions d'intervenir. Le 12 ou 22 juillet 1474, en rédigeant son troisième et dernier testament, le bon roi René légua l'Anjou et la Provence à son neveu le comte Charles du Maine ainsi que la Lorraine et le Bar à René II de Lorraine. Bien entendu, ce testament provoqua un gros conflit entre Louis XI et son oncle qui n'avait pas d'héritier mâle direct depuis 1470. Notamment, selon la reconnaissance de Palamède de Forbin, il fallait que la Provence revînt à la couronne, en cas d'absence de postérité mâle. Aussitôt renseigné, Louis XI occupa la ville d'Angers à la fin du mois, en y accordant une commune. En février 1475, la mairie y fut définitivement organisée.

### Menace de débarquement anglais

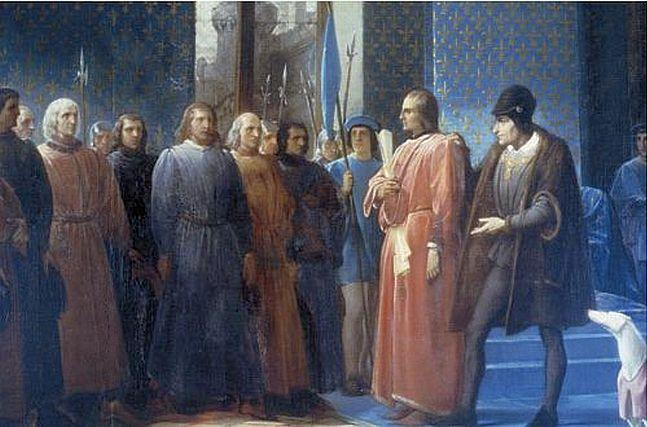
Conséquence : « Remise de la charte aux bourgeois de la ville d'Angers par le roi de France en 1474 », par Jules Dauban (1901).

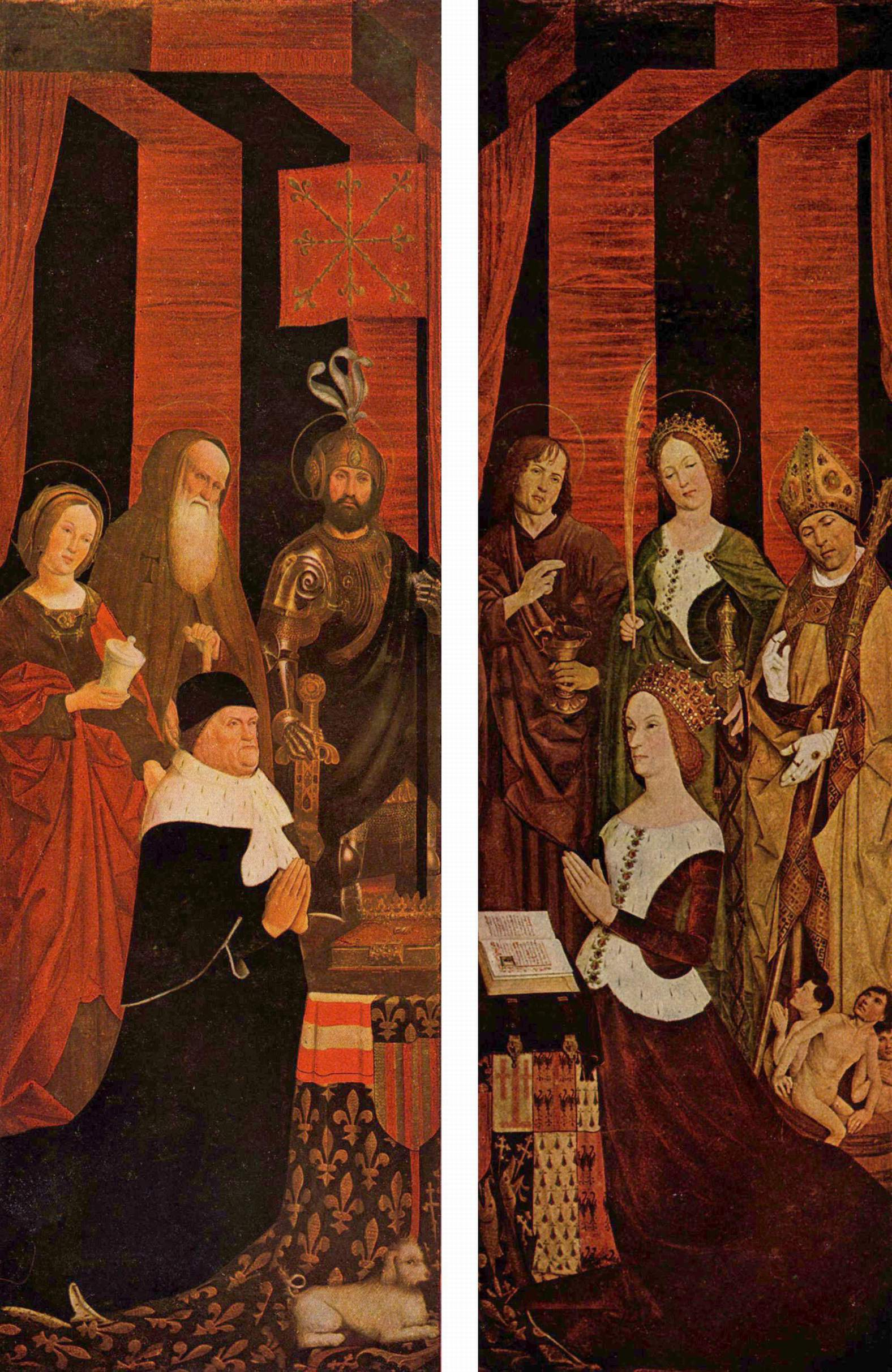
Cause : le 12 ou 22 juillet 1474, René Ier d'Anjou rédigea son dernier testament.

Août : le 25 juillet 1474, Édouard IV d'Angleterre promit à Charles le Téméraire de débarquer l'année suivante. La trêve entre Louis XI et le duc de Bourgogne expirera le 1er mai 1475. À peine occupé Angers, le roi repartit du château Plessis-du-Parc-lèz-Tours au début d'août. Il n'y rentrera qu'en novembre 1475.

## 1475
Paris
Décembre 1474 - avril : durant son règne de 22 ans, Louis XI ne séjourna longuement à Paris qu'en 1465, lors de la ligue du Bien public, ainsi qu'en 1475. Afin d'affaiblir les Bourguignon, le roi y recueillait sans cesse les informations et réglait au maximum sa diplomatie, notamment ses négociations avec René II de Lorraine, l'empereur Frédéric III et les cantons suisses. Ainsi Charles le Téméraire était-il graduellement isolé de ses voisins et de ses alliés. Par ailleurs, le roi y dicta le 6 avril 1475 une lettre destinée à Pierre Cadouet, futur archevêque de Bourges : « Monseigneur le prieur, je vous prie que vous veuillez prier Nostre Dame de Sales pour moy, qu'elle me donne guerison parfaite.… » Il est possible que cette maladie empêchât le déplacement du roi.

### Campagne en Picardie et en Normandie
Mai - juillet : à la suite de l'échec des négociations avec Charles le Téméraire, Louis XI quitta l'abbaye Notre-Dame-de-la-Victoire-lèz-Senlis le 1er mai 1475, jour où la trêve expira. D'abord, le roi et l'armée passèrent en Picardie. Une fois que la population en avait été évacuée, un certain nombre de villes situées sur la frontière, dont Roye, furent rasées. Ensuite, selon un faux rapport, ils se déplacèrent en Normandie, car, pour les Anglais, cette province plus riche serait meilleure pour leur ravitaillement.

### Fin définitive de la guerre de Cent Ans
Juillet - septembre : quoique Louis XI montât bonne garde dans le nord-est de la Normandie, Édouard IV d'Angleterre débarqua à Calais le 4 juillet. En effet, il voulait arriver à Reims, afin d'être sacré roi de France. Le réseau royal de renseignements était si bien organisé que Louis XI put suivre précisément l'avance des Anglais. Il ordonna de fortifier la ville de Reims ainsi que de brûler des villes, hormis les églises, avant que l'armée anglaise ne s'y approche. Leur ravitaillement fut bien coupé. En fournissant 50 000 soldats de l'armée, Louis attendait des négociations à Compiègne. Le 12 août, un valet qui avait été capturé par les Anglais y arriva, pour lui délivrer un message confidentiel d'Édouard IV. Après que, le 15 au matin, l'ambassade anglaise était repartie afin de préparer le traité, Louis XI aussi quitta Compiègne et s'installa dans l'abbaye Notre-Dame-de-la-Victoire-lèz-Senlis, près de Paris. Il fallait se procurer l'argent requis en diligence. Le 25 août, le roi arriva à Amiens avec des chariots garnis des sacs d'or. De plus, Louis fit envoyer à Édouard trois cents chariots de meilleur vin français tandis que les Anglais furent invités à une dizaine de tavernes gratuites dans cette ville. Finalement, les deux rois se retrouvèrent le 29 août près de Picquigny, sur un pont provisoire construit sur la Somme. La guerre de Cent Ans se termina, car Édouard IV renonça définitivement aux droits sur l'héritage des Plantagenêts. Aussi les Anglais retournèrent-ils vers Calais, deux jours plus tard,. Certes, il fallait que le royaume de France fournît non seulement 75 000 écus d'or en 1475 mais 50 000 écus de pension annuelle pour sept ans. Mais Jean Favier souligne : « On n'a pas fait assez attention au calcul :… l'indemnité ainsi versée au Trésor anglais est à peu près ce que coûterait une année de guerre si la guerre de Cent Ans reprenait pour cent ans », « économisant ainsi bien sang, des guerres et des larmes ».

### Dans l'abbaye Notre-Dame-de-la-Victoire-lèz-Senlis
Septembre - novembre : dès que les Anglais étaient partis, Louis XI retourna à l'abbaye Notre-Dame-de-la-Victoire, afin de remercier Notre Dame et de négocier avec Charles le Téméraire puis François II de Bretagne, abandonnés par Édouard IV d'Angleterre. Le roi y passa encore plus de deux mois. Le 13 septembre, le duc de Bourgogne ratifia le traité de Soleuvre, une nouvelle trêve de neuf ans. Le 29 septembre, les ambassadeurs de Bretagne aussi acceptèrent la paix pour laquelle le traité restait à ratifier. Le 9 octobre, cela fut parachevé. Une semaine plus tard, le roi de France Louis XI nomma le duc François II lieutenant général du royaume. D'ailleurs, l'alliance avec Édouard IV ouvrit une porte pour la libération de Marguerite d'Anjou, fille de René Ier d'Anjou. Comme ce dernier n'était pas capable de payer 50 000 écus d'or de rançon, c'était Louis XI qui en disposa. Le 29 janvier 1476, Marguerite regagna la ville de Rouen dans laquelle les officiers du roi l'attendaient. Naturellement, avant de s'en aller vers la Provence où son père demeurait, elle dut faire un testament renonçant tous les droits de succession, en faveur de Louis XI.

### Reliques de Saint Florent

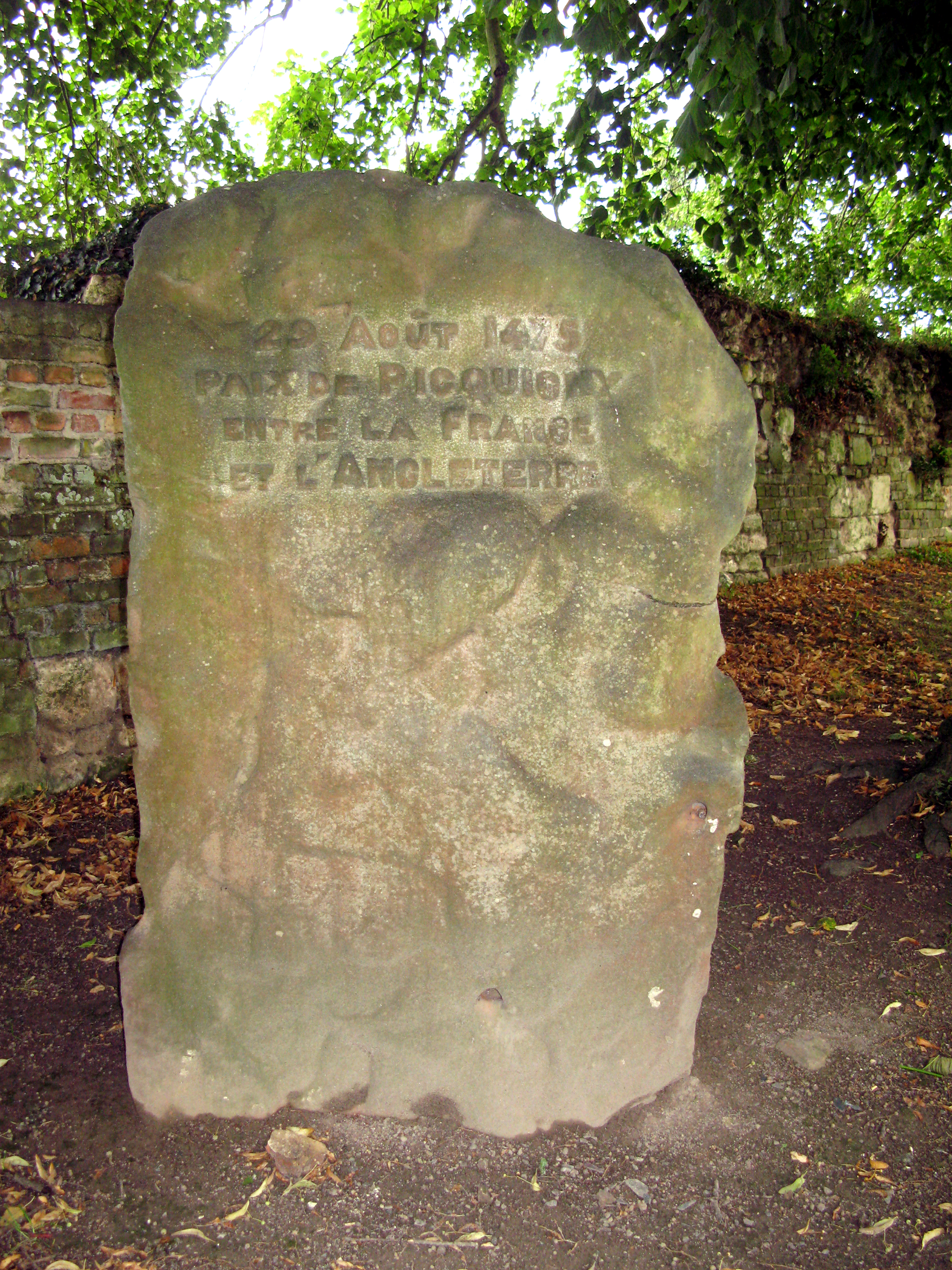
Stèle commémorant la paix de Picquigny conclue le 29 août 1475.

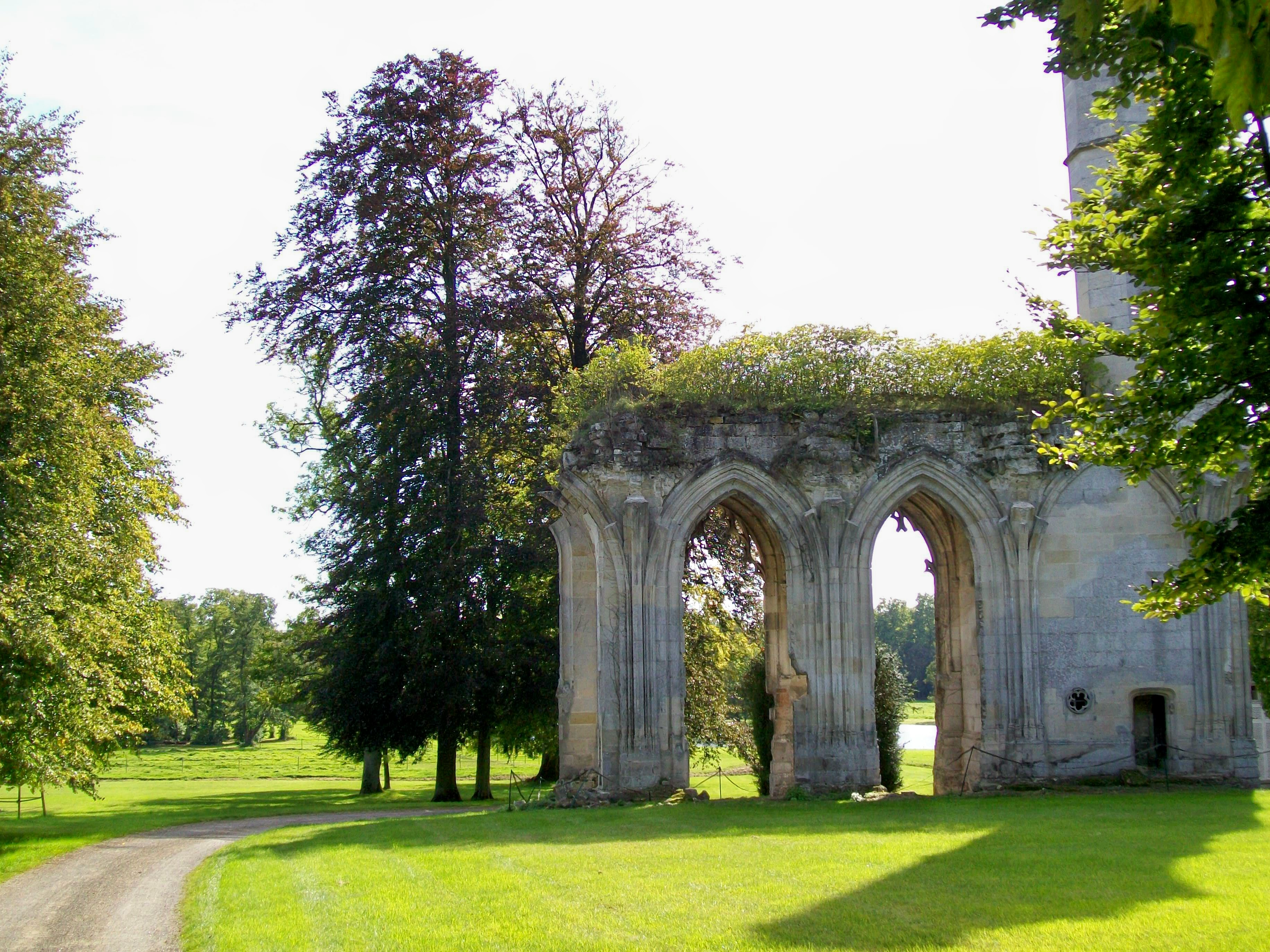
C'est l'abbaye Notre-Dame-de-la-Victoire-lèz-Senlis que chosit, en 1475, pour sa diplomatie, ses affaires militaires, enfin sa préparation des traités. Il décida de l'accroître, à la suite de la paix et du decouvert des reliques de Saint Florent, en la forme et manière de celle de Saint-Florent près de Saumur, tant en longueur et largeur.

Mai et décembre : Louis XI connaissait l'abbaye Saint-Florent de Saumur depuis longtemps, au moins dès le 4 septembre 1462. Cependant, le pèlerinage effectué le 7 décembre 1475 était un voyage en priorité. En effet le 7 mai, Louis XI avait par hasard découvert le corps de saint Florent, en célébrant la messe dominicale, dans l'église Saint-Georges de Roye. Il voulait transmettre le corps jusqu'à l'abbaye de Saumur. Enfin, le roi paracheva la translation en 1480.

## 1476

### Entretiens avec RenéIer
Mars - juin : en 1476, Louis XI passa trois mois à Lyon et ses environs. À la suite d'un arrêt de procès au parlement de Paris en avril, il décida d'y négocier avec René Ier d'Anjou. Les conférences eurent lieu du 4 mai au 9 juin. Grâce à trois traités signés en 1475, l'étau dangereux s'était desserré. Donc, la saisie de l'Anjou fut levée sauf celle de la commune d'Angers. Au regard du sujet des successions, faute d'héritier mâle, l'Anjou et la Provence reviendront respectivement à la couronne selon les anciens contrats. Le roi René accepta ces conclusions le 25 mai, avec dix mille livres de pension annuelle.

### Entretiens avec Giuliano della Rovere
Juin : Louis XI y accueillit également, le 15 juin,, le légat Giuliano della Rovere au regard de plusieurs sujets, notamment les affaires du court de Rome. De plus, dès janvier, le roi voulait convoquer un concile à Lyon tandis qu'il fallait aussi que le légat signât la dispense pour le mariage de Jeanne de France.
Bataille de Morat et pèlerinage vers le Puy-en-Velay
Charles le Téméraire perdit le 22 juin au siège de Morat la moitié de son armée et deux cents pièces d'artillerie. Le lundi suivant, à savoir deux jours seulement après la bataille, le roi reçut à Lyon la nouvelle, grâce à « l'étonnante efficacité de son courrier ». À la suite de cette connaissance, Louis XI s'en retourna sans délai au Puy-en-Velay.
« Monseigneur le grant maistre, j'ay receu voz lettres, et ung petit devant que Pierre Cleret arrivast, ay eu nouvelles comme le duc de Bourgongne fut samedi dernier, au point du jour, combattu des Souyces, et a perdu beaucop de gens et tout son camp et son artillerie, et s'en est fouy jusques a Jougne, a tout six chevaulx. Je vous pri, faictes tousjours tenir voz gens prestz, mais ne commances riens, et que voz gens n'entrepreigne chose par quoy on puisse dire que la treve ait este rompue. Par Pierre Cleret vous escripray plus au loing. Escript a Lyon, le Modèle:XXIIIIe jour de juing. J.Mrsme. A monseigneur le grant maistre ». (Bibliothèque nationale, Ms. fr.2898, fol.58).

### Mariage de Jeanne de France
Septembre : sous prétexte de partir en pèlerinage, le roi quitta Plessis-du-Parc-lèz-Tours à la fin d'août. Il se fit représenter par le chancelier Pierre Doriole, de sorte que soit célébré le mariage de Jeanne de France avec Louis d'Orléans, futur Louis XII, à Montrichard. Ces noces sont bien précisées, car les dispenses du Saint-Siège avaient été expédiées le 8 août, par le légat Giuliano della Rovere. Ensuite, la date du dimanche 8 septembre avait été fixée pour la célébration des noces. Enfin, dans son château, le roi avait fait rédiger le contrat de mariage définitif de Jeanne, fille infirme, le 28 août.

### Libération de la duchesse de Savoie et son voyage jusqu'à Tours

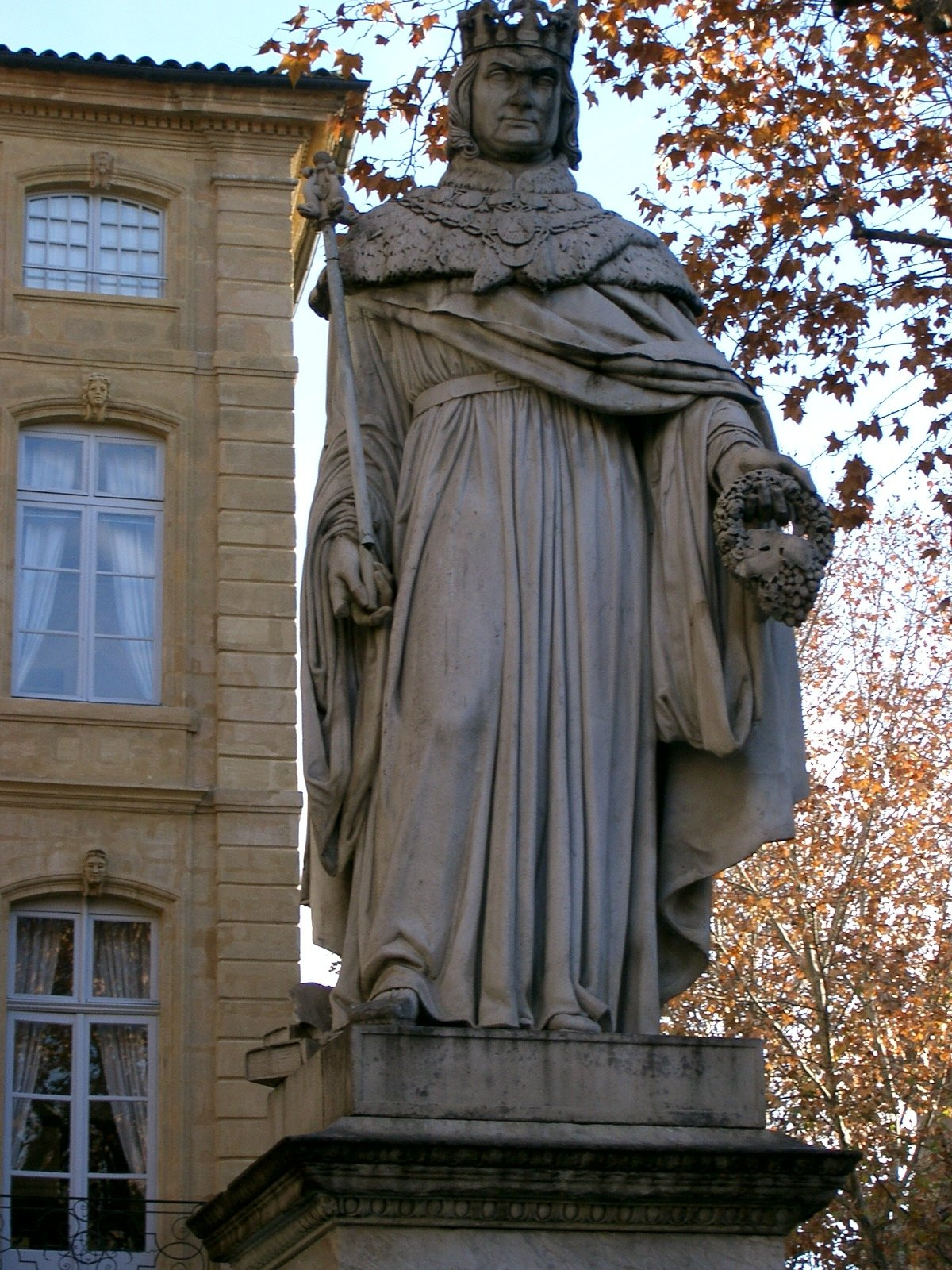
René Ier d'Anjou accepta enfin, avec 10000 livres tournois de pension par an, que serait l'héritier de l'Anjou et de la Provence.

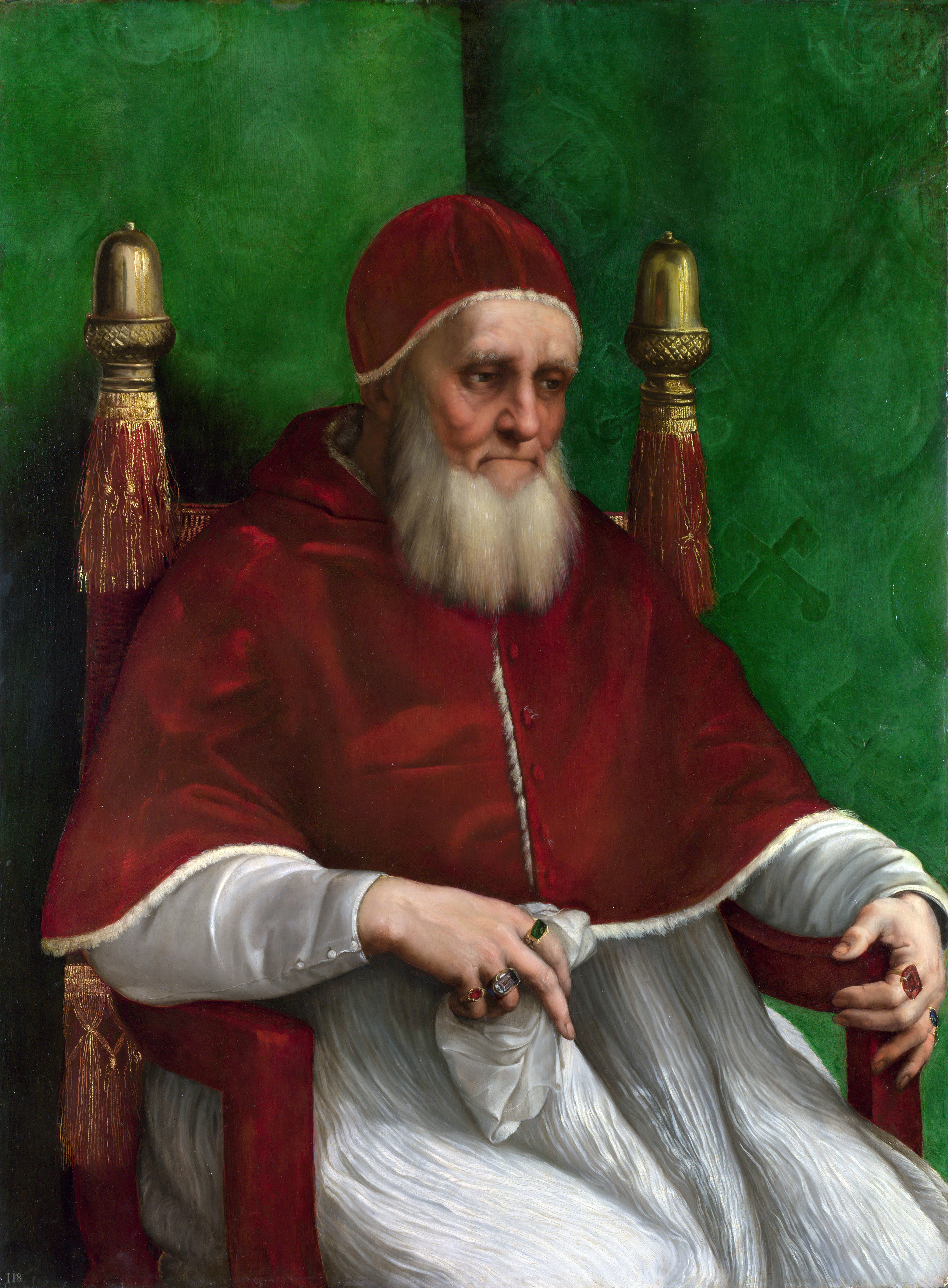
Giuliano della Rovere, futur pape Jules II. Par lui, le mariage de Jeanne de France et de Louis d'Orléans fut finalement autorisé. Il signa : « Fait à Avignon, au palais apostolique, l'an de l'Incarnation de Nostre Seigneur 1476, huitième jour d'août,… ».

Mars : avant d'arrivée à Lyon, Louis XI et son armée passèrent au Puy-en-Velay en mars. Il y fit ses dévotions, car sa sœur Yolande de France, duchesse de Savoie, conservait ses sympathies pour les Bourguignons.
Octobre : le roi décida en septembre d'envoyer confidemment, en raison de la trêve, Charles Ier d'Amboise et deux cents lances, au château de Rouvres dans lequel Yolande et ses enfants étaient enfermés. Après la bataille de Morat, elle avait refusé une négociation secrète avec Louis XI, proposée par Charles le Téméraire. De sorte qu'au comble de la colère, le duc l'avait fait enlever sur le chemin. Amboise, excellent diplomate et militant, réussit à libérer Yolande le 2 octobre,. Louis XI accueillit la veuve et ses filles en grande pompe, le 29 octobre, à la porte de son château de Plessis-du-Parc-lèz-Tours. Après la mort de Yolande en 1478, les mariages de ses enfants furent arrangés par Louis XI selon ses vues politiques. Aussi le roi paracheva-t-il le contrôle étroit des états de Savoie.

## 1477

### Mort du duc de Bourgogne et campagne en Flandre

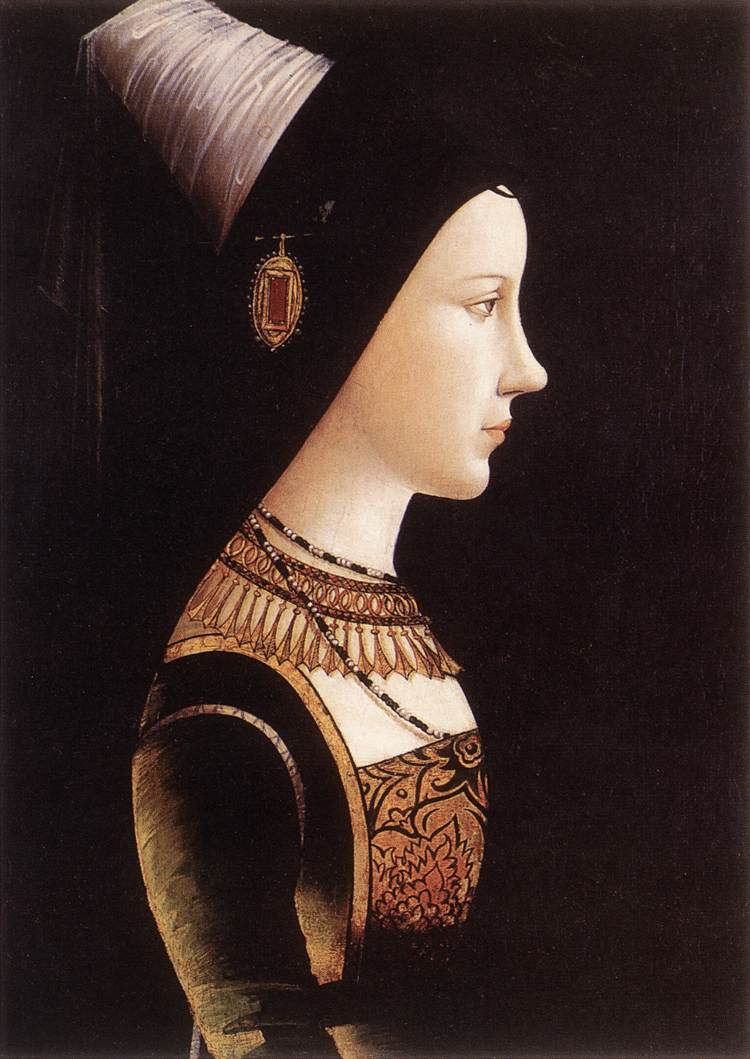
Marie de Bourgogne. Le 9 janvier 1477, en supposant la mort de Charles le Téméraire, expédia sa réponse à qui lui avait envoyé la nouvelle : …au regard de nostre filloelle, j'ay intention de parachever le mariage que j'ay pieca faicte traicter de Monseigneur le daulphin (6 ans) et d'elle (19 ans). Finalement, les fiançailles entre le dauphin Charles (12 ans) et Marguerite d'Autriche (1 an), fille de Marie de Bourgogne, furent conclues en 1482. Objectif : toujours l'héritage de Bourgogne.

Le 9 janvier 1477, Louis XI reçut « les bonnes nouvelles » concernant la bataille du 5 janvier, au Plessis-du-Parc-lèz-Tours. Quoi qu'il en soit, il ordonna, après une considération, de se tenir prêts à partir en Bourgogne. Si le duc était mort, non seulement Marie de Bourgogne ne serait plus héritière, mais aussi Louis XI conservait son droit en tant que parrain, notamment pour son mariage. Le lendemain, le roi fut renseigné que l'on avait retrouvé le corps de Charles le Téméraire,. Il est probable que la commune de « Candes » à laquelle il alla le dimanche 12 était Saint-Martin de Candes, pour le pèlerinage.
Janvier - octobre : une semaine plus tard, il quitta son château, afin de récupérer les villes de la Somme rachetées en 1463. Alors que « bonnes villes » Ham et Saint-Quentin s'étaient rendues sans discuter, d'autres, notamment Arras, tentèrent de résister en profitant de la mort du duc. Le 4 mai, Louis XI entra dans une ville en ruine, puis le 22 Bouchain, le 23 le Quesnoy et le 29 Cambrai. Il fallait que ces villes conquises payassent la taxe pour la solde des hommes d'armes. Après que les armées des Flamands étaient arrivées entre Aire-sur-la-Lys et Saint-Omer, le roi interrompit sa campagne et alla s'installer à Béthune. À la suite du mariage de Marie de Bourgogne et de Maximilien Ier de Habsbourg le 20 août, le roi conclut une trêve avec Maximilien le 18 septembre.

## 1478

### Ville de Franchise
Mars - août : l'affaire d'Arras n'était en rien terminée. Comme 43 000 écus d'indemnité était trop lourde pour la ville, le mécontentement des habitants grondait. Les riches bourgeois commençaient à quitter la ville et à aller chercher un refuge en Flandre jusqu'à Lille ou à Roubaix. La situation était si critique que c'était Louis XI lui-même qui devait y retourner, afin de contrôler la ville. Après y être arrivé en avril, le roi ordonna enfin que la ville vide soit implantée, notamment par ceux qui connaissaient l'industrie textile. Le 4 juillet 1479, le roi attribua à Arras un nouveau nom, Franchise.

### Siège royal de Thouars
Décembre : Louis XI établit un siège royal à Thouars, lors de son séjour, le 29 décembre 1478.

### Vieillissement du roi

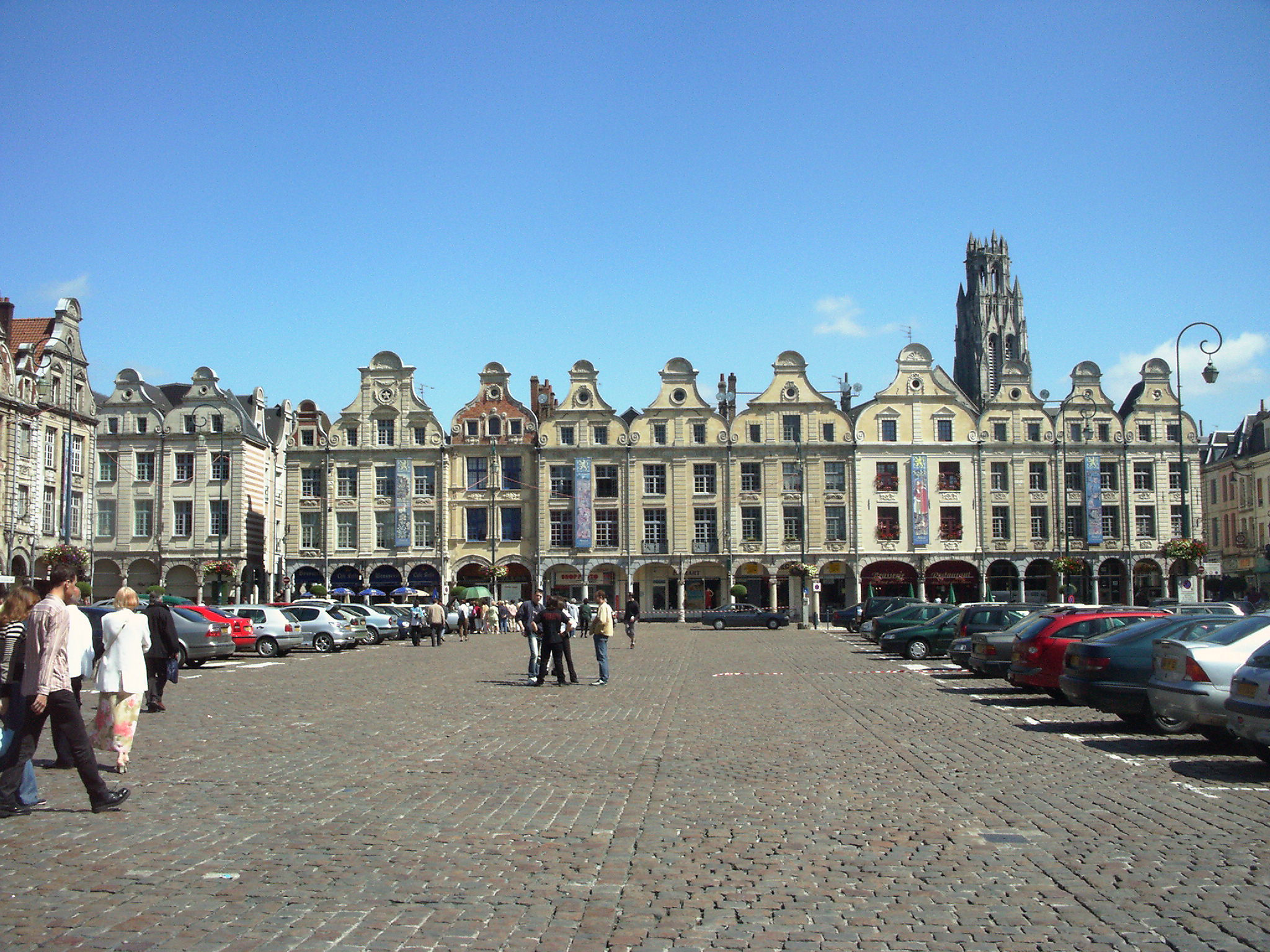
Arras deviendra la ville de « Franchise » l'année suivante.

Décembre - mars : la santé du roi se dégrada en 1478. Aux approches de l'hiver, les proches de Louis XI trouvèrent le roi vieilli et fatigué. Il préférait dorénavant demeurer en hiver, dans les petits manoirs au lieu des châteaux, comme celui des Forges-lèz-Chinon. En réalité, Louis XI était malade. Si bien qu'en février 1479, certaines expéditions furent effectuées, en l'absence du roi,.

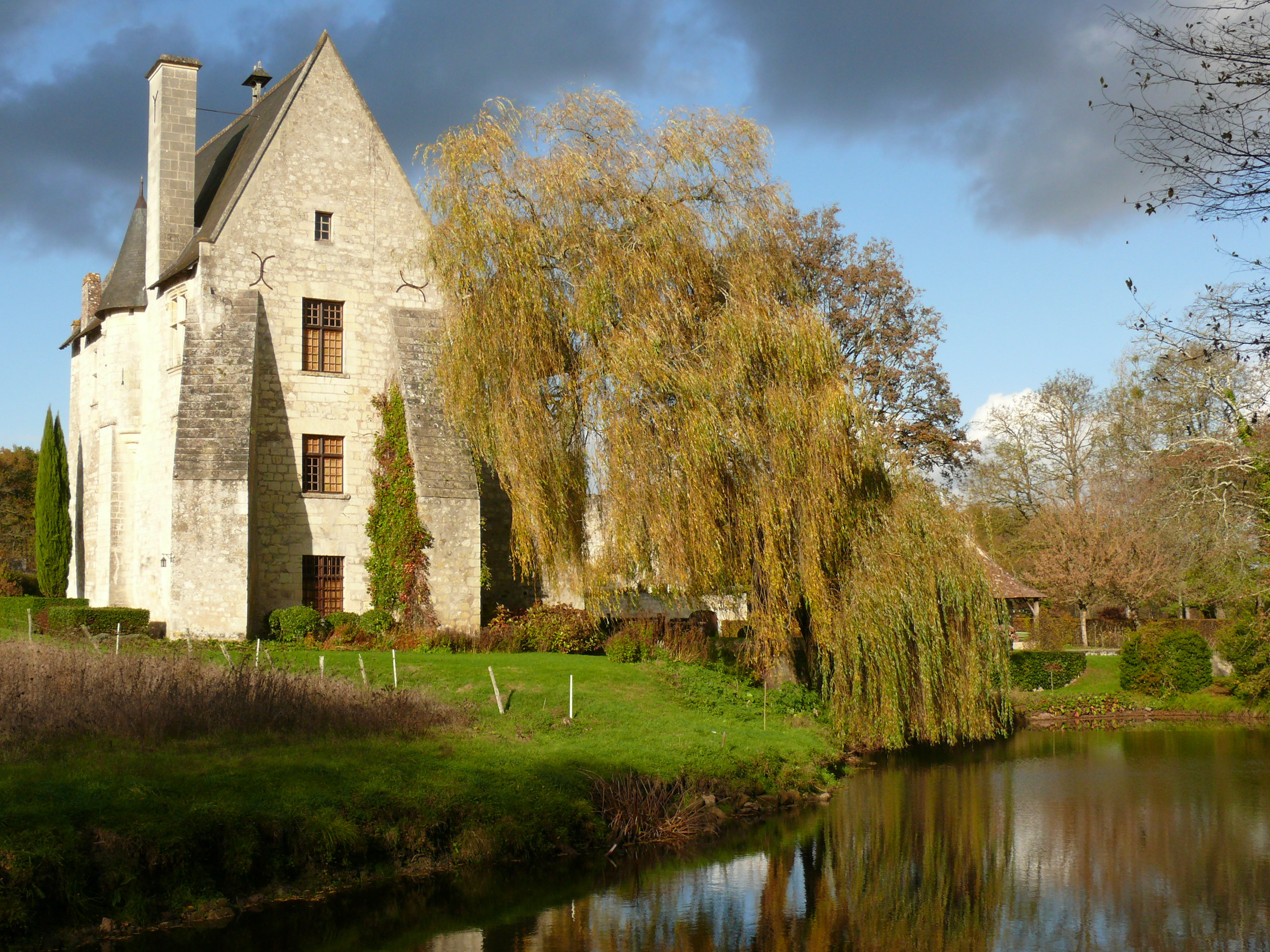
Ancien logis abbatial de Saint-Benoît-la-Forêt. fréquentait le manoir des Forges-lèz-Chinon destiné à la chasse, actuellement situé dans la commune de Saint-Benoît-la-Forêt ainsi que celui de Bonaventure-lèz-Chinon dans celle de Huismes. Les forêts étaient réservées au roi. En fait, la chasse était la seule distraction qu'il s'accordât.

## 1479

### Notre-Dame de Rigny
Février - avril : les itinéraires du roi en hiver 1479 se caractérisaient par ses pèlerinages fréquents vers Notre-Dame de Rigny. À vrai dire, cette église était vraiment proche des manoirs de Bonaventure-lèz-Chinon ainsi que des Forges-lèz-Chinon où il demeurait. Cela suggère que Louis XI était encore malade. D'après les études d'Auguste Brachet (1903) ainsi que de Claude Gauvard, il est probable que la maladie du roi était l'épilepsie. En hiver, elle aurait été plus dangereuse pour la santé de Louis XI,.

### Pèlerinage vers Dijon

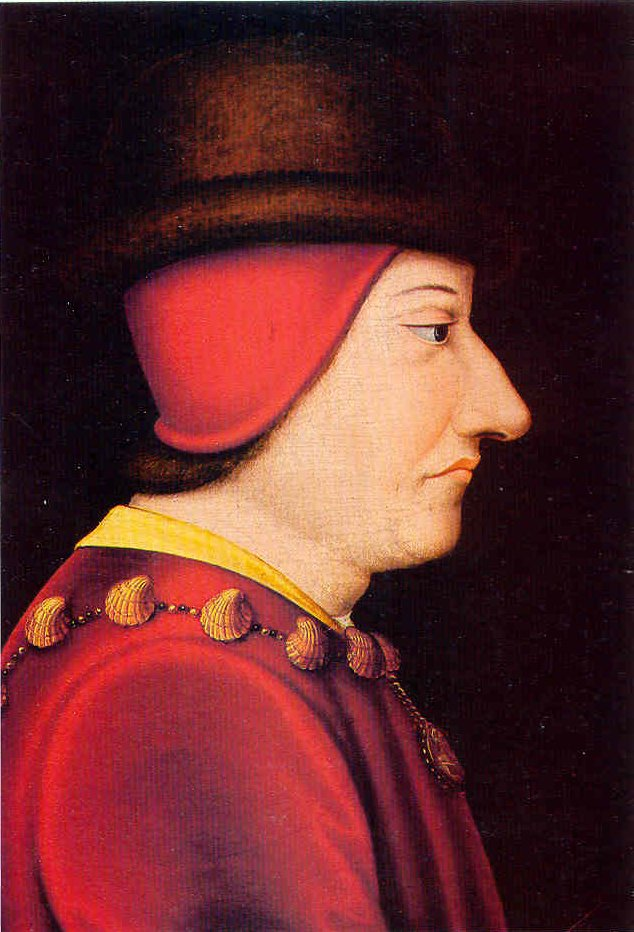
portant un chapeau. D'après Claude Gauvard, il s'agissait d'une précaution afin d'eviter les chocs, en cas de chute brusque de l'épilepsie.

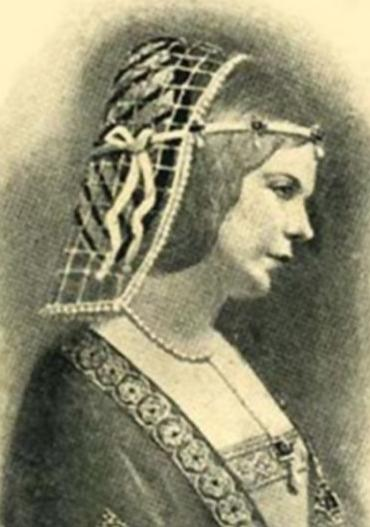
Louise de Savoie, nièce de, épousa Hugues de Chalon le 24 août 1479, selon le projet politique du roi. Sa mère Yolande de France était décédée en 1478.

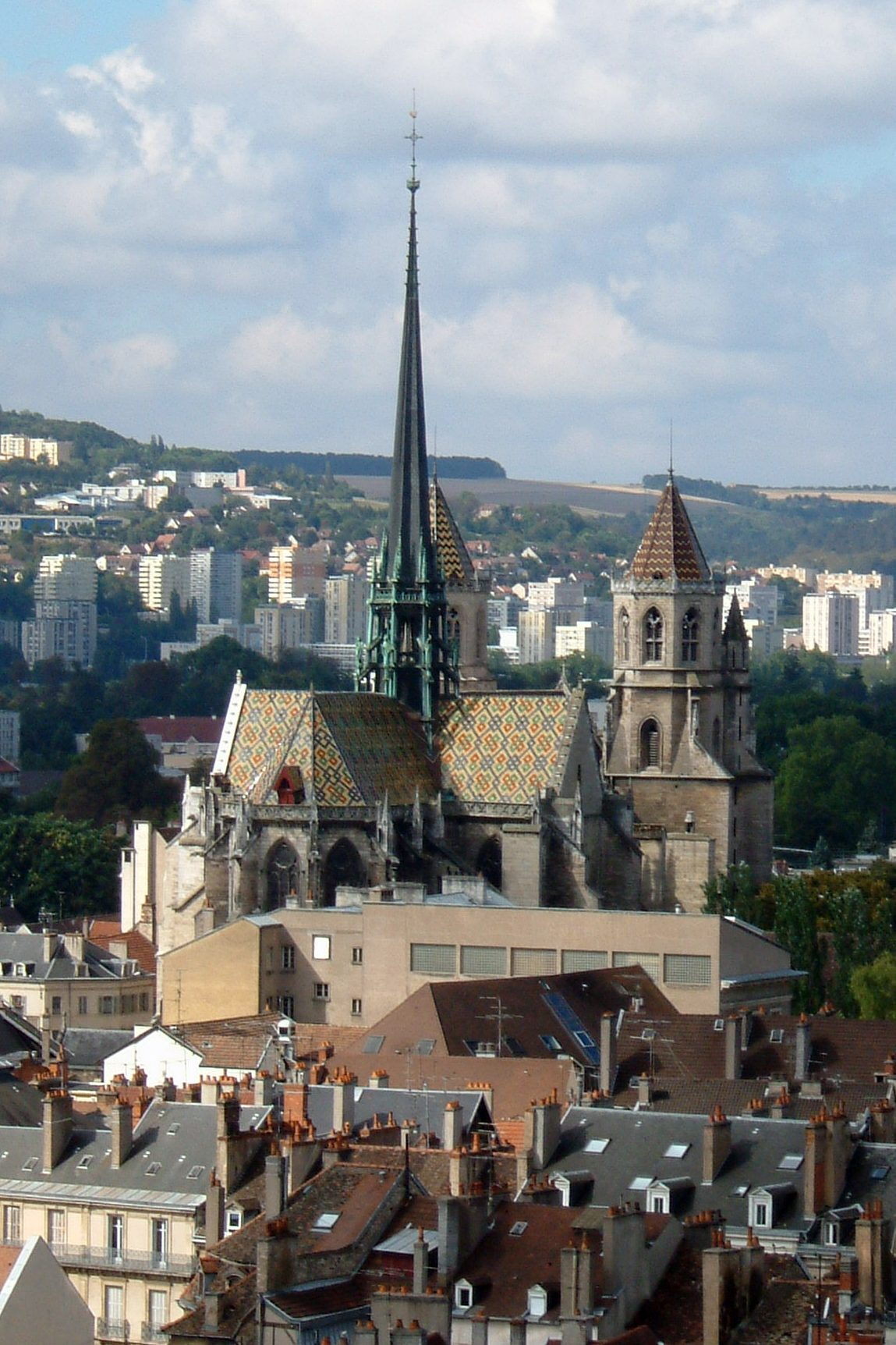
À peine arrivé le 31 juillet, le roi entra dans la cathédrale Saint-Bénigne de Dijon.

Juin - août : selon la loi salique, les duchés accordés par les rois de France devaient cesser d'être l'apanage, en cas d'absence d'héritier mâle, tout comme le trépas de Philippe Ier de Bourgogne en 1361. En conséquence, le 25 janvier 1477, Georges II de la Trémoille, en qualité de gouverneur, et Charles Ier d'Amboise entrèrent dans la ville de Dijon. Toutefois, le patriotisme était tellement fort que les villes résistaient. En outre Jean IV de Chalon-Arlay rejoignit Maximilien Ier. Il fallait que Louis XI partît, de sorte que la situation politique en Bourgogne soit consolidée. En dépit de cet objectif, ses itinéraires étaient précisément ceux du pèlerinage. En effet, les routes étaient dangereuses en 1479, à cause de la peste. Avant de s'en aller, le roi visita donc Saint-Denis le 16 juin. Aussitôt arrivé le 31 juillet, le roi confirma solennellement les privilèges de la ville dans la cathédrale Saint-Bénigne de Dijon.
Juillet : une lettre du roi destinée à Louis Ier d'Amboise en Bourgogne explique exceptionnellement ses situations et l'itinéraire : « Monsieur d'Alby, j'ai receu voz lettres et vous mercie des nouvelles que vous m'avez faict scavoir. Je suis bien content de la bonne provision que avez donnee a ce dont m'escripvez ; et au regard des villages que requiert Monsieur, et que moi je veulx qu'il les ait ainsi que m'escripvez et qu'il le demande. Je m'en aloys a Dijon, ainsi que je vous avois escript, mais ainsi que je partis de Romereu je chevauche par la chaleur et m'en vins coucher a ung chasteau qui est a l'evesque de Troyes, en une chambre haulte, fort chaude et ne peux respirer, et me print le mal du ventre, dont j'ai este deux ou trois jours malade ; ains la merci de Dieu et Nostre Dame, je suis a present bien guery. Monsieur d'Alby, j'eusse neantmoins fait mon voyage a Dijon, mais a cause des mortalites qui estoient partout en mon chemin, et aussi pour eviter les grands chaleurs, je me retire sur les bois du Gastinois pour trouver la frescheur, et, si tost que les chaleurs seront passees, je m'en yrai a Dijon et menerai ma fille de Savoie ; mais, si Monsieur de Chasteau Guyon me vouloit plustost venir voir, je lui ferois tres bonne chere et lui baillerois ma fille, se non je la lui meneray a Dijon incontinent apres les chaleurs passees. Monsieur d'Alby, mon amy, faictes par tout ce que vous adviserez pour le mieulx, et a Dieu Monsieur d'Alby. Escript a Mery sur Seine, le IIIe jour de juillet. Loys Courtin ».

## 1480

### Le roi règne encore et décide de tout.
Janvier - décembre : les itinéraires de Louis XI manquent parfois d'informations concernant ses séjours du dimanche, car il respectait le repos dominical. En 1480, même le dimanche, il se déplaçait assez fréquemment et gouvernait dans son château du Plessis-du-Parc-lèz-Tours, en dictant un nombre considérable de lettres. Joseph Vaesen attribua 178 lettres sur 2164 à cette seule année, ainsi que 2 lettres possibles. Ses ordonnances et lettres patentes aussi.

### Giuliano della Rovere en France

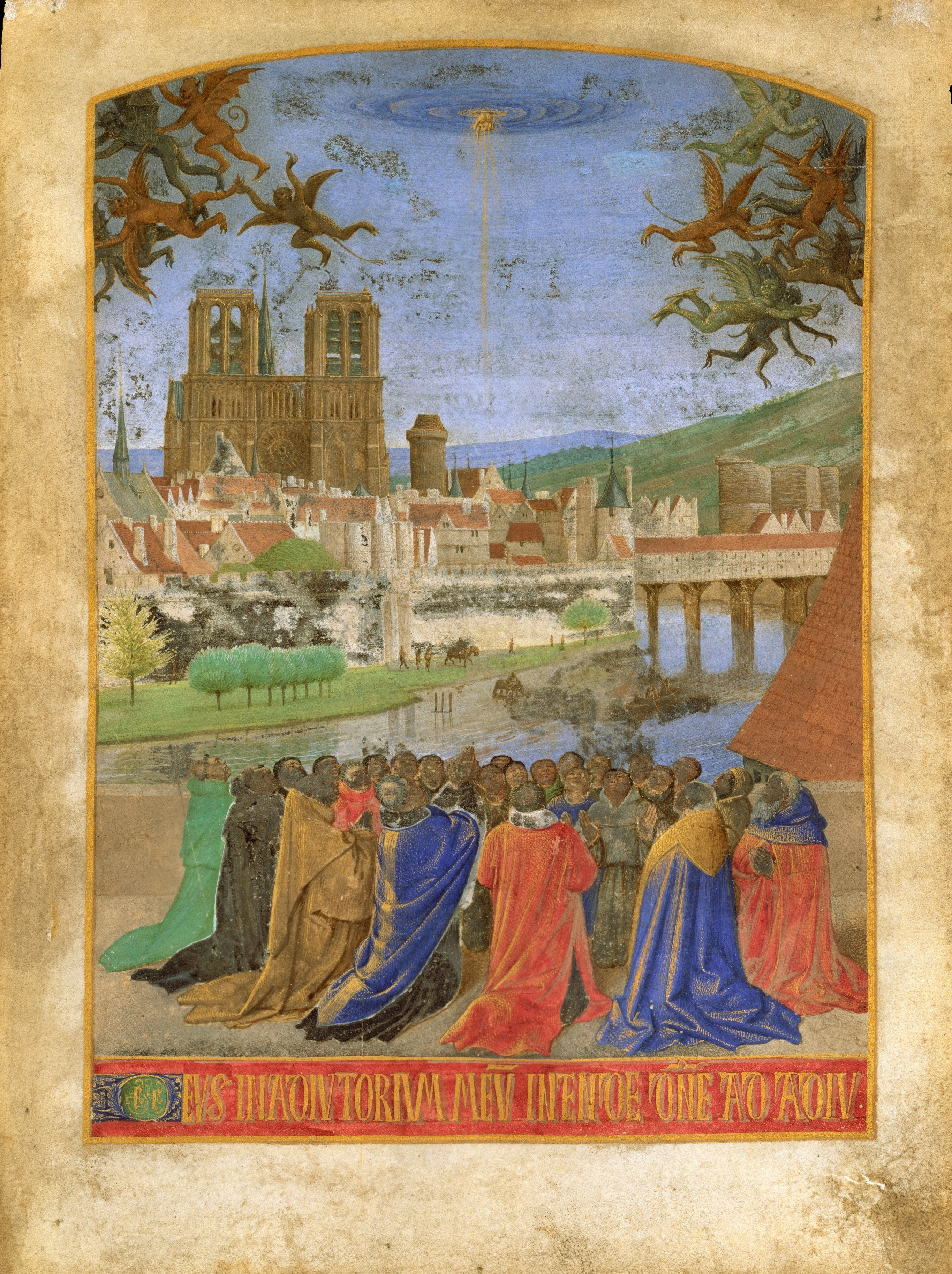
effectua son dernier séjour à Paris, en juin 1480.

Décembre - janvier : en tant que légat du pape, Giuliano della Rovere s'en alla de nouveau de Rome le 5 juin 1480, et arriva à Paris le 4 septembre. Cette fois-ci, il avait une mission à établir une paix stable entre Louis XI et Maximilien Ier. Il fallait qu'une croisade unie fût organisée contre les Turcs ayant tenté d'occuper Rhodes en mai. En dépit de l'échec de ce projet, il réussit par ailleurs à libérer le cardinal Jean de la Balue. À la fin d'année, Louis XI attendait au Plessis-du-Parc-lèz-Tours l'arrivée du légat qui devait voyager jusqu'à Loudun où le cardinal de la Balue fut transféré,.

## 1481

### Bandes de Picardie

se déplaça en juin vers Pont-de-l'Arche en Picardie, afin de visiter le camp de sa nouvelle armée.

Louis XI alla en juin 1481 jusqu'au camp de Pont-de-l'Arche. Le 11 octobre 1480, il avait en effet modernisé son armée en remplaçant les francs-archers par plus de 14 000 hommes de pied, à savoir les bandes de Picardie. Il s'agit de l'origine du 1er régiment d'infanterie de ligne.

## 1482

### Pèlerinage vers Saint-Claude
Mars - juin : à cause de sa maladie, le roi ne voulait plus se présenter au peuple. Toutefois, sa plus grosse crainte était de perdre la raison. De sort qu'il repartit vers Saint-Claude pour rétablir un retour sur sa jeunesse. Son itinéraire de la rentrée indique que le roi bénéficia du bateau.

### Testament politique

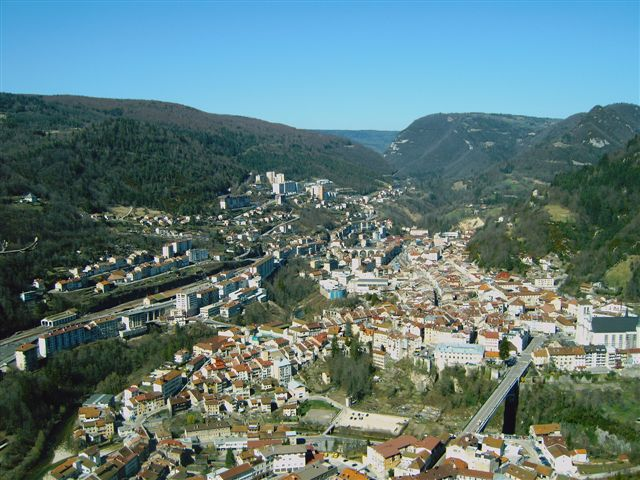
effectua de nouveau un pèlerinage vers Saint-Claude, accompagné par un grand nombre de soldats suisses.

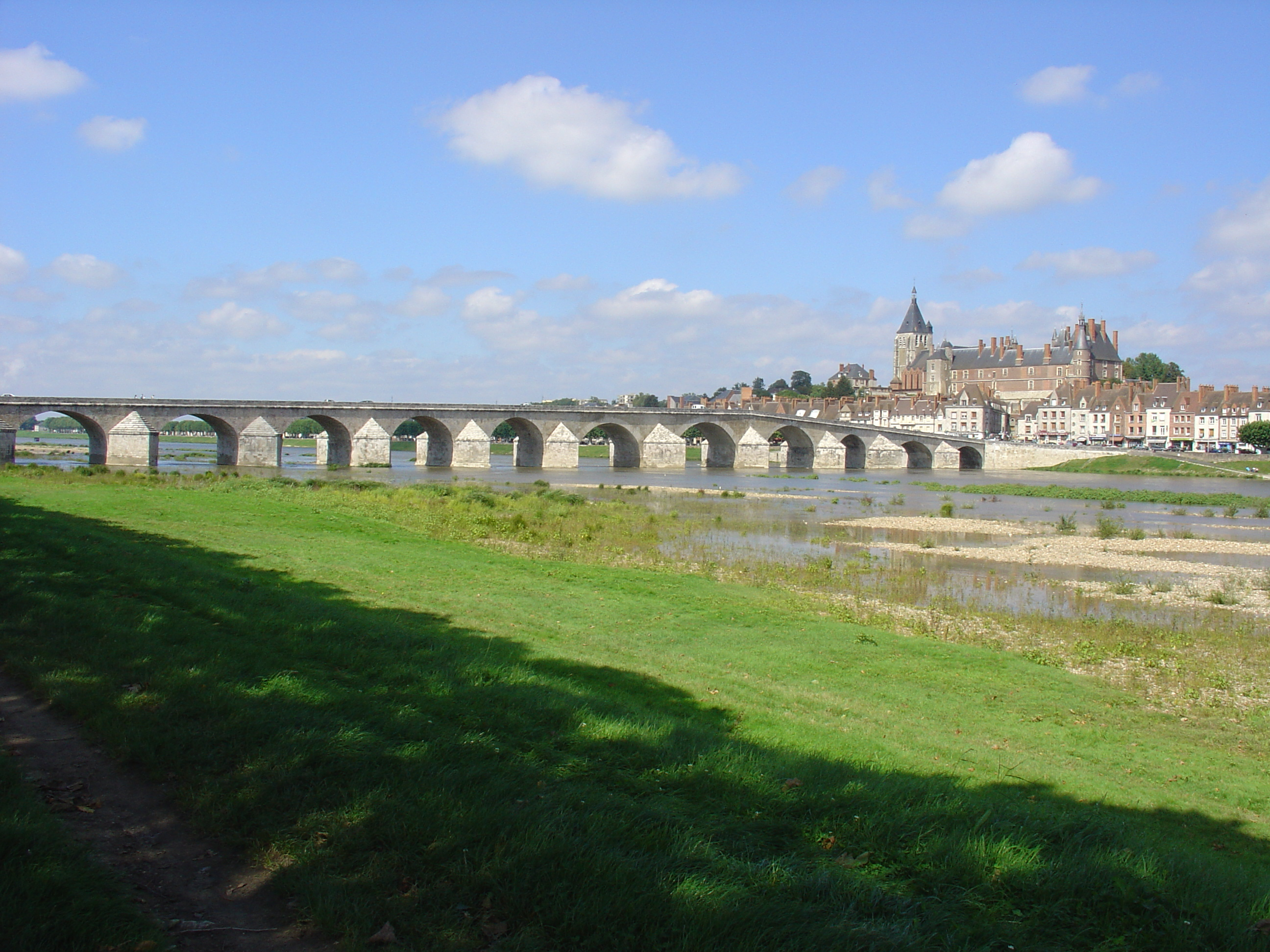
Dès 1481, Anne de France demeurait souvent à Gien, sur la Loire. Elle deviendra en effet régente en 1483.

Juin - septembre : après avoir effectué son dernier grand pèlerinage, le roi se reposa à Cléry-Saint-André et ses environs pendant 14 semaines. En fait, il y édifia son tombeau. Avant de rentrer au château du Plessis-du-Parc-lèz-Tours, Louis XI arriva en septembre au Château d'Amboise, afin de délivrer son testament politique. Les entretiens s'y prirent le 21 et durèrent quatre jours. Le roi donna pareillement au dauphin Charles ses instructions sur l'administration du royaume.

## 1483

### Les bonheurs de la fin du règne

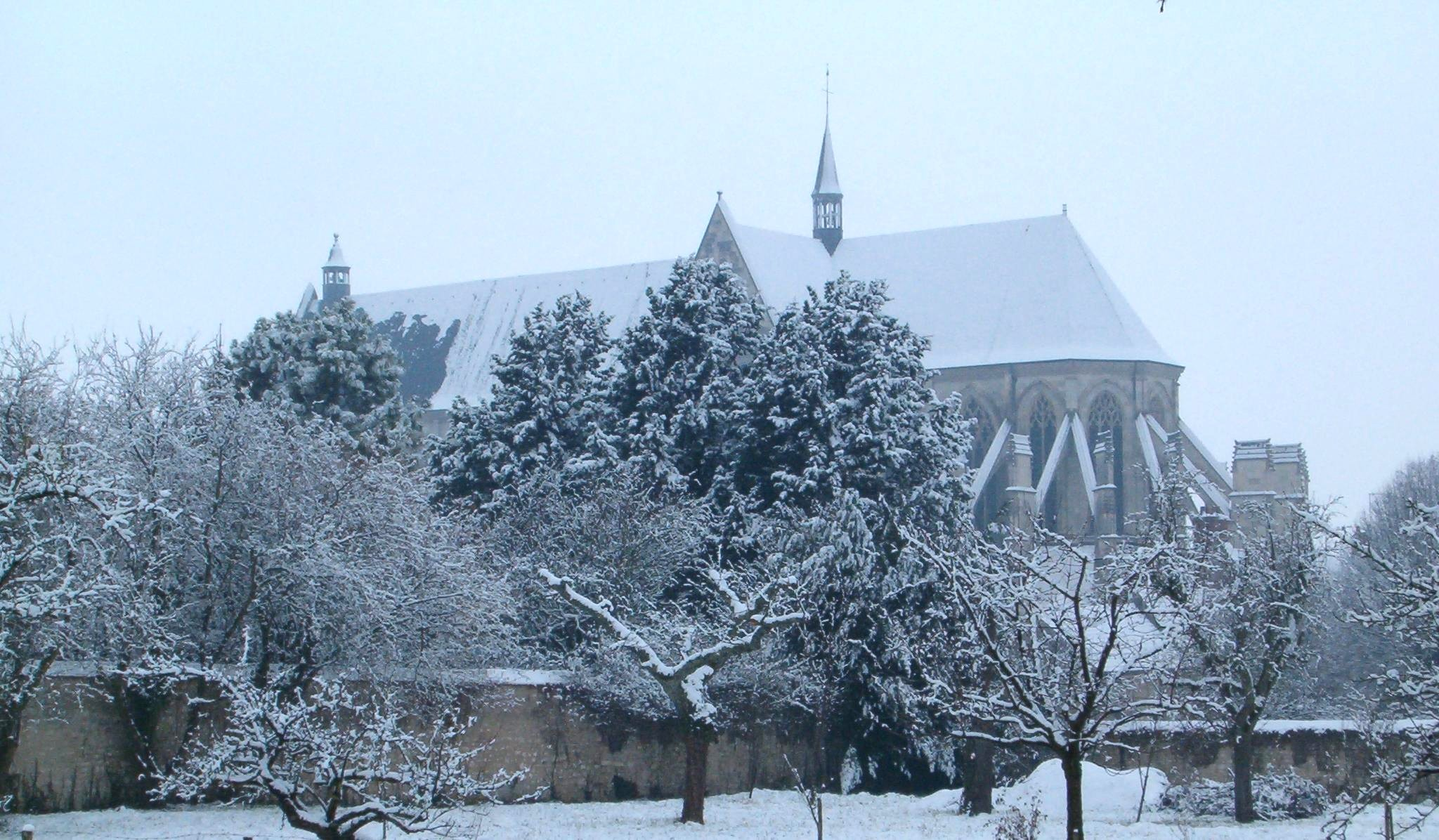
Basilique Notre-Dame de Cléry

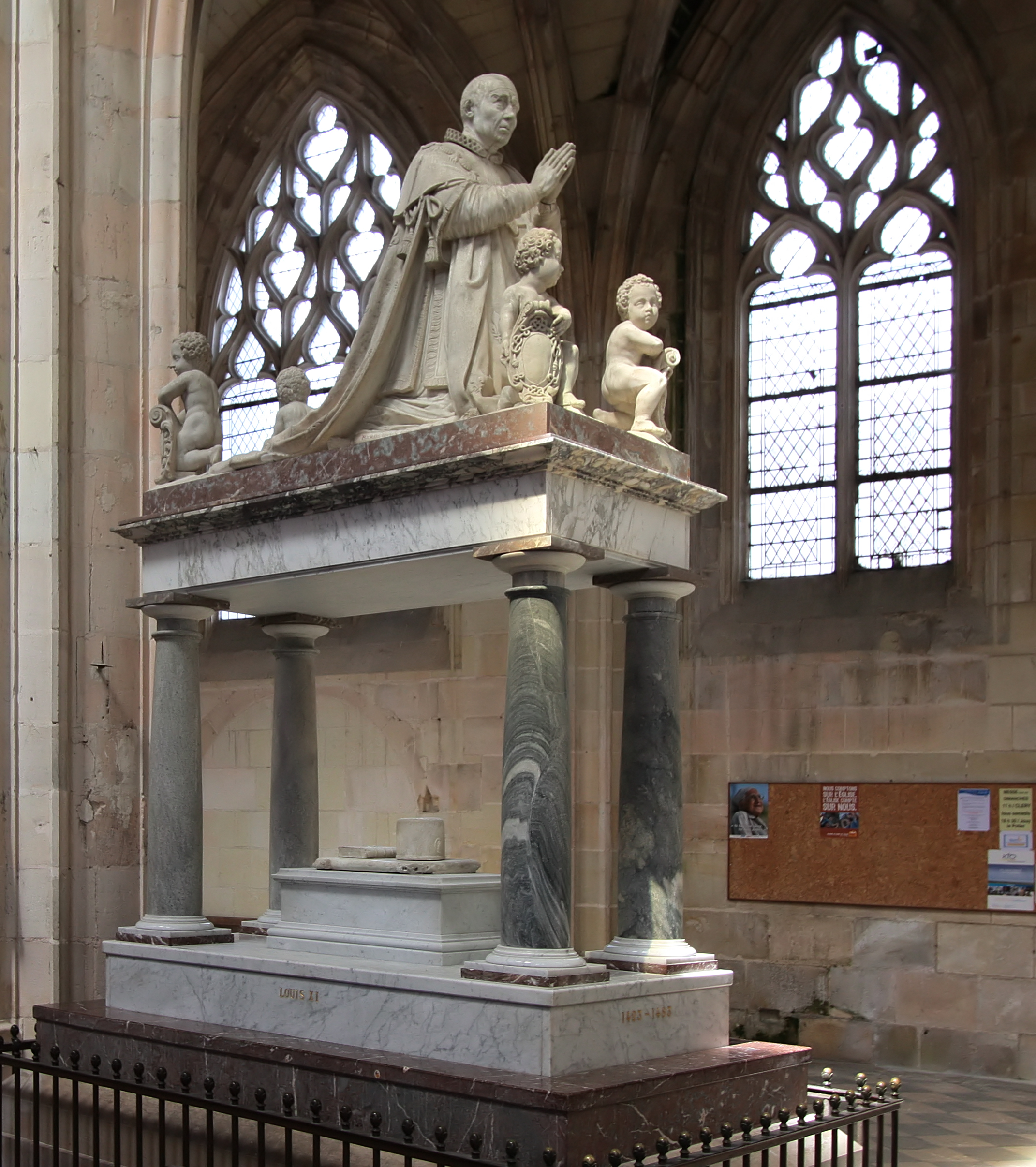
Sépulture du roi

Janvier - juillet : après avoir parachevé la paix en décembre 1482, grâce au traité d'Arras, le roi ne se déplaçait que vers Notre-Dame de Cléry.

### Sources imprimées
- Philippe de Commynes, Mémoires, Livres I-III (tome I, bilingue), Flammarion, Paris 2007  (ISBN 978-2-0807-1220-2).

- Henri Dubois, Louis XI, lettres choisies, Paris, Le Livre de poche, 1996 (ISBN 2-253-06659-1)

- Joseph Vaesen et Étienne Charavay, Lettres de Louis XI, Paris, Société de l'histoire de France et Librairie Renouard, 1883-1909, 11 tomesnotamment le tome XI « Itinéraire ».

- Joseph Vaesen, Catalogue du fonds Bourré à la Bibliothèque nationale, Paris, 1883-1885 (présentation en ligne)

### Ouvrages généraux
- Jules Michelet, « Louis XI », dans Histoire de France, t. IV, Éditions des Équateurs, 2008 (1re éd. 1844) (ISBN 978-2-84990-078-9)
- Didier Feuer et Jean d'Hendecourt, Dictionnaire des Souverains de France et de leurs épouses, Paris, Pygmalion, 2006, 458 p. (ISBN 978-2-7564-0030-3)

### Biographies
- Georges Bordonove, Louis XI, Paris, Pygmalion, 1986 (ISBN 978-2-7564-0203-1)

- Jean Favier, Louis XI, Paris, Fayard, 2001 (ISBN 978-2-213-61003-0)

- Pierre-Roger Gaussin, Louis XI, roi méconnu, A.G. Nizet, 1976

- Ivan Gobry, Louis XI, La force et la ruse, Paris, Tallandier, 2000 (ISBN 2-235-02281-2)

- Jacques Heers, Louis XI, Paris, Perrin, 2003 (ISBN 978-2-262-02084-2), p. 147-157notamment 3e partie « Le roi sur les routes »

- Paul Murray Kendall (trad. Éric Diacon), Louis XI, L'universelle araigne [« King Louis XI »], Paris, Fayard, 1974 (1re éd. 1971) (ISBN 978-2-213-00038-1)